# Kressbronn am Bodensee
Kressbronn am Bodensee ist die östlichste am Nordufer des Bodensees an der Grenze zu Bayern gelegene baden-württembergische Gemeinde und eine Ortschaft im Bodenseekreis.

## Geografie

### Ausdehnung und Nutzung

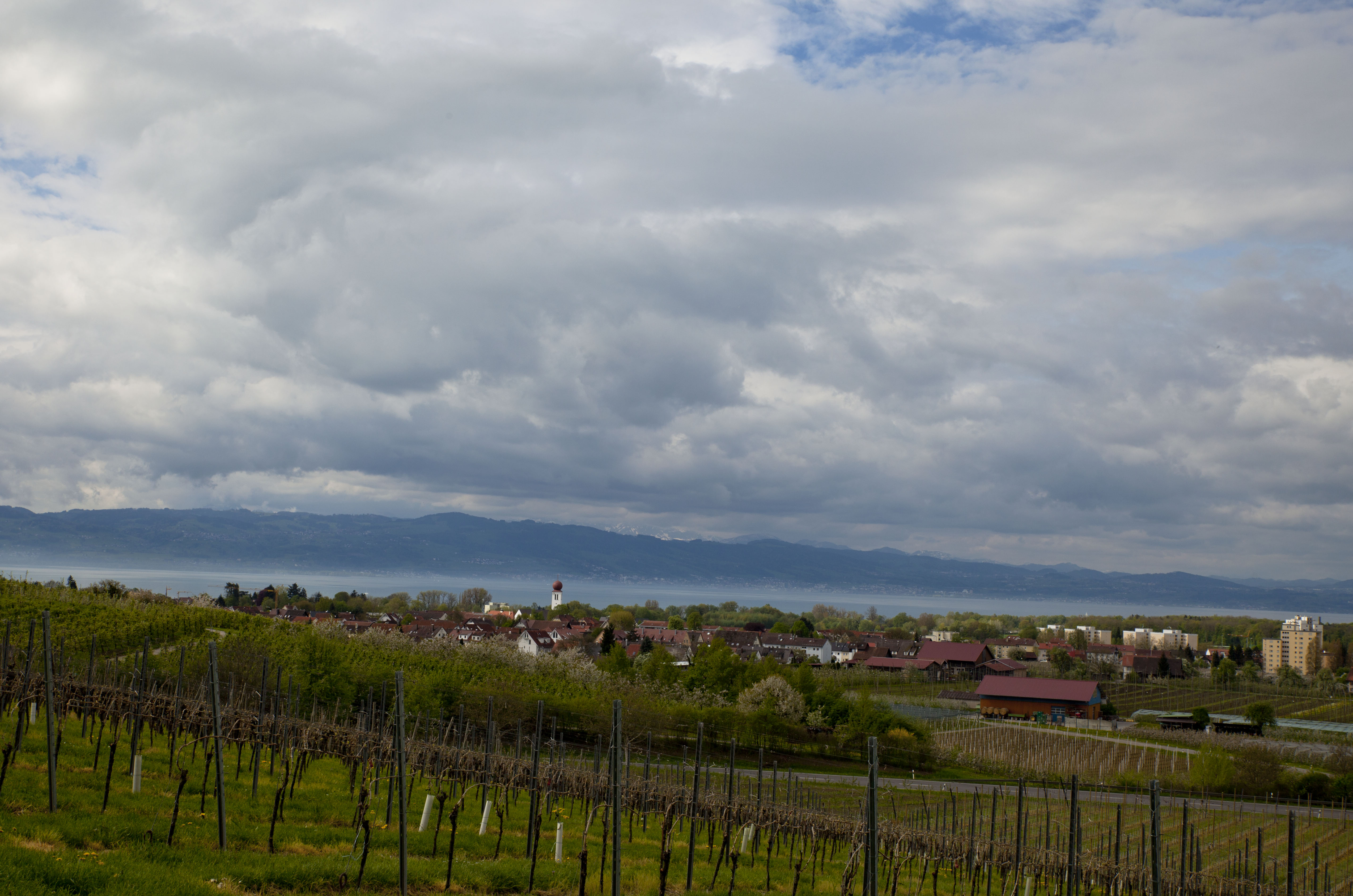
Blick über Kressbronn und den Bodensee zum Schweizer Mittelland

Das in seiner Form etwa kreisrunde Kressbronner Gemeindegebiet hat eine maximale Ausdehnung von rund 6,4 Kilometern in Ost-West-Richtung (Krummensteg ↔ Argen) und rund 5,1 Kilometern in Nord-Süd-Richtung (Gießenbrück ↔ Grenzweg).
Die Gemarkungsfläche von 2042 Hektar wird derzeit zu 78 Prozent (rd. 1600 ha) für Land- und Forstwirtschaft genutzt, davon der größte Teil für Obstbau, außerdem 67 ha für Hopfengärten und 14 ha für Weinbau. 211 bzw. 61 Hektar sind als Bau- bzw. Verkehrsflächen definiert. Aufgeführt sind zudem Wasser- (28 ha) und Grünflächen (25 ha) sowie Flächen für Gemeindebedarf (8 ha) und für die Ver- und Entsorgung (2 ha). Die restlichen 107 Hektar werden anderweitig genutzt.
| Nutzungsanteile der Gemeindefläche (2042 ha) | Nutzungsanteile der Gemeindefläche (2042 ha) | Nutzungsanteile der Gemeindefläche (2042 ha) | Nutzungsanteile der Gemeindefläche (2042 ha) | Nutzungsanteile der Gemeindefläche (2042 ha) |
| -------------------------------------------- | -------------------------------------------- | -------------------------------------------- | -------------------------------------------- | -------------------------------------------- |
|                                              |                                              |                                              |                                              |                                              |
| Hopfenanbau                                  | Hopfenanbau                                  |                                              | 67 ha                                        | 67 ha                                        |
| Weinanbau                                    | Weinanbau                                    |                                              | 14 ha                                        | 14 ha                                        |
| Sonstige Land- und Forstwirtschaft           | Sonstige Land- und Forstwirtschaft           |                                              | 1519 ha                                      | 1519 ha                                      |
| Wasserflächen                                | Wasserflächen                                |                                              | 28 ha                                        | 28 ha                                        |
| Grünflächen                                  | Grünflächen                                  |                                              | 25 ha                                        | 25 ha                                        |
| Bauflächen                                   | Bauflächen                                   |                                              | 211 ha                                       | 211 ha                                       |
| Verkehrsflächen                              | Verkehrsflächen                              |                                              | 61 ha                                        | 61 ha                                        |
| Gemeindebedarf, Ver- und Entsorgung          | Gemeindebedarf, Ver- und Entsorgung          |                                              | 10 ha                                        | 10 ha                                        |
| Sonstige Nutzung                             | Sonstige Nutzung                             |                                              | 107 ha                                       | 107 ha                                       |
|                                              |                                              |                                              |                                              |                                              |

### Nachbargemeinden

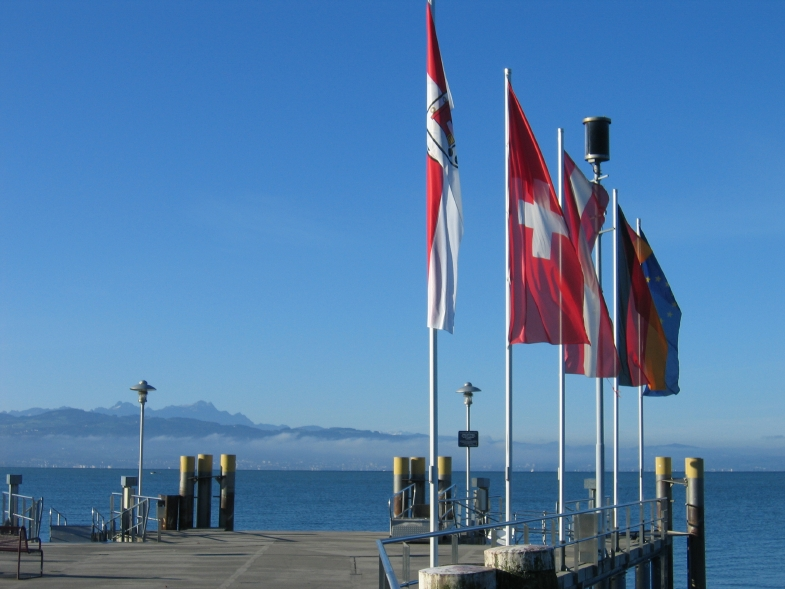
Kressbronn am Bodensee, Landesteg mit Blick auf den Säntis

Kressbronn grenzt im Westen an die Gemeinde Langenargen, im Nordwesten und Norden an die Tettnanger Ortsteile Apflau, Unterwolfertsweiler und Wielandsweiler. Langenargen und Tettnang gehören dabei zum baden-württembergischen Bodenseekreis.
Im Nordosten grenzen der Lindauer Ortsteil Bechtersweiler und das zu Wasserburg gehörende Hengnau an Kressbronn. Östlich des Kressbronner Gemeindegebiets liegen die Wasserburger Ortsteile Selmnau und Hattnau, im Südosten die Gemeinde Nonnenhorn, die wie Lindau und Wasserburg zum Landkreis Lindau und damit zu Bayern gehört. Im Süden bildet der Bodensee die natürliche Grenze.
| Tettnang (9,3 km)    | Tettnang Apflau (5,2 km), Unterwolfertsweiler (5,1 km) und Wielandsweiler (5,6 km) | Lindau Bechtersweiler (4,2 km) Wasserburg Hengnau (4,2 km) |
| Langenargen (5,6 km) | Kompassrose, die auf Nachbargemeinden zeigt                                        | Wasserburg Selmnau (2,4 km) und Hattnau (2,5 km)           |
|                      | Bodensee (1,1 km)                                                                  | Nonnenhorn (2,8 km)                                        |

### Gemeindegliederung

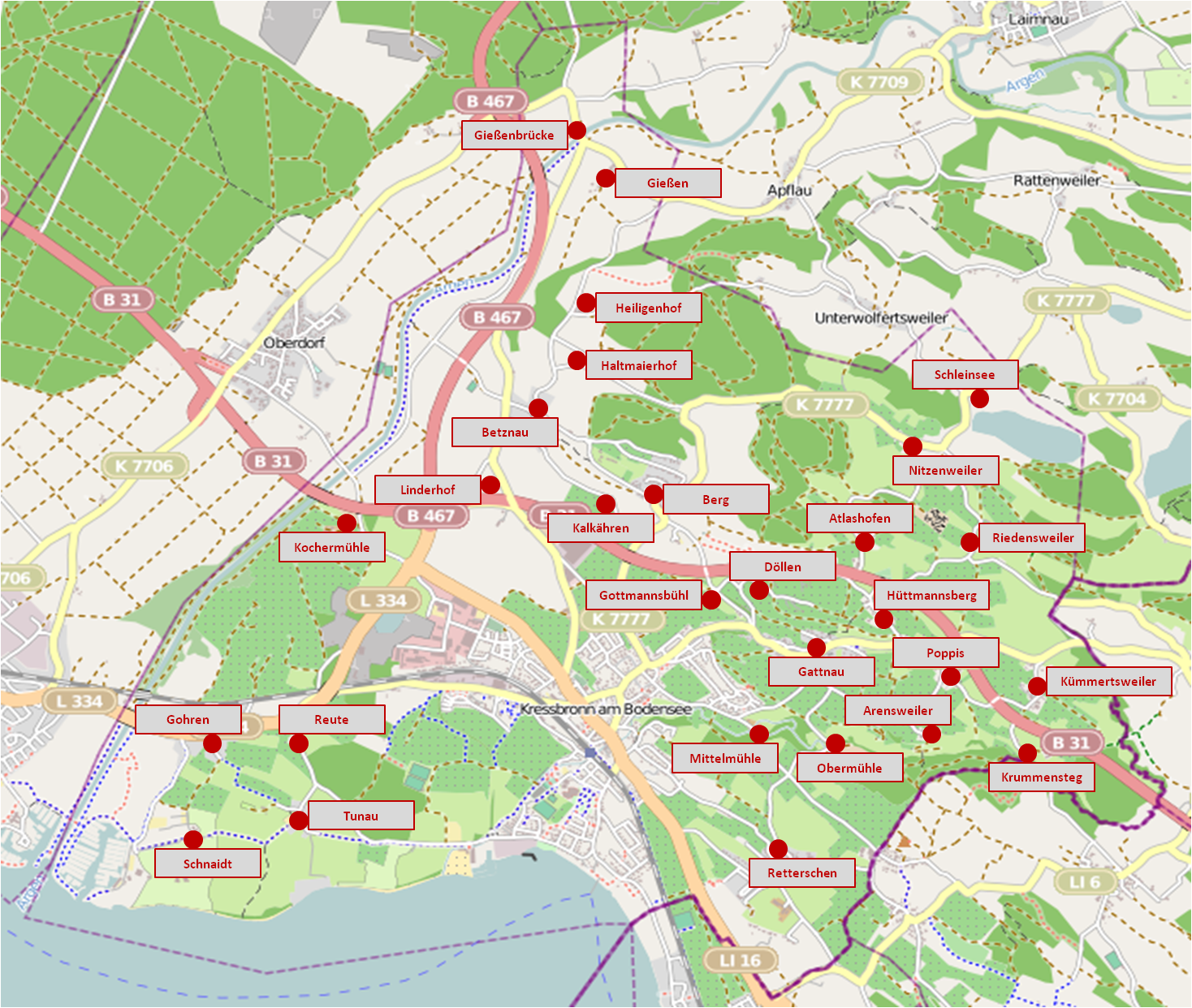
Lage der Ortsteile im Gemeindegebiet

Die Gemeinde Kressbronn am Bodensee besteht aus dem Hauptort Kressbronn und den 19 Ortsteilen Arensweiler, Atlashofen, Berg, Betznau, Döllen, Gattnau, Gießenbrücke, Gohren, Gottmannsbühl, Hüttmannsberg, Kalkähren, Kochermühle, Kümmertsweiler, Nitzenweiler, Poppis, Retterschen, Riedensweiler, Schleinsee (gehörte bis 1829 zur Gemeinde Tannau) und Tunau sowie den neun Weilern Gießen, Haltmaier- und Heiligenhof, Krummensteg, Linderhof, Mittelmühle, Obermühle, Reute und Schnaidt.

### Klima
Die seit 2007 in Kressbronn ermittelten Werte betragen:
- Jahresdurchschnittstemperatur: 10,32 °C,
- Mittlere Sonnenscheindauer: 2.072:47 Stunden/Jahr,
- Mittlere Niederschlagsmenge: 985,19 mm/Jahr.

|                        | Jan  | Feb  | Mär  | Apr  | Mai   | Jun   | Jul   | Aug   | Sep   | Okt  | Nov  | Dez  |   |         |
| Mittl. Temperatur (°C) | −0,3 | 1,0  | 4,3  | 8,3  | 13,0  | 16,4  | 18,5  | 17,6  | 14,4  | 9,3  | 4,1  | 0,8  | ⌀ | 9       |
|                        |      |      |      |      |       |       |       |       |       |      |      |      |   |         |
| Niederschlag (mm)      | 61,1 | 63,3 | 65,0 | 97,4 | 128,5 | 139,9 | 127,2 | 137,4 | 106,1 | 69,0 | 80,0 | 70,8 | Σ | 1.145,7 |
|                        |      |      |      |      |       |       |       |       |       |      |      |      |   |         |
| Sonnenstunden (h/d)    | 1,3  | 2,5  | 4,1  | 5,3  | 6,5   | 7,0   | 8,0   | 7,0   | 5,5   | 3,3  | 1,6  | 1,2  | ⌀ | 4,5     |

|  |

|  |

|  |

|  |

|  |

|  |

|  |

|  |

|  |

|  |

|  |

|  |

|  |

|  |

|  |

|  |

|  |

|  |

|  |

|  |

|  |

|  |

|  |

|  |

### Gewässer

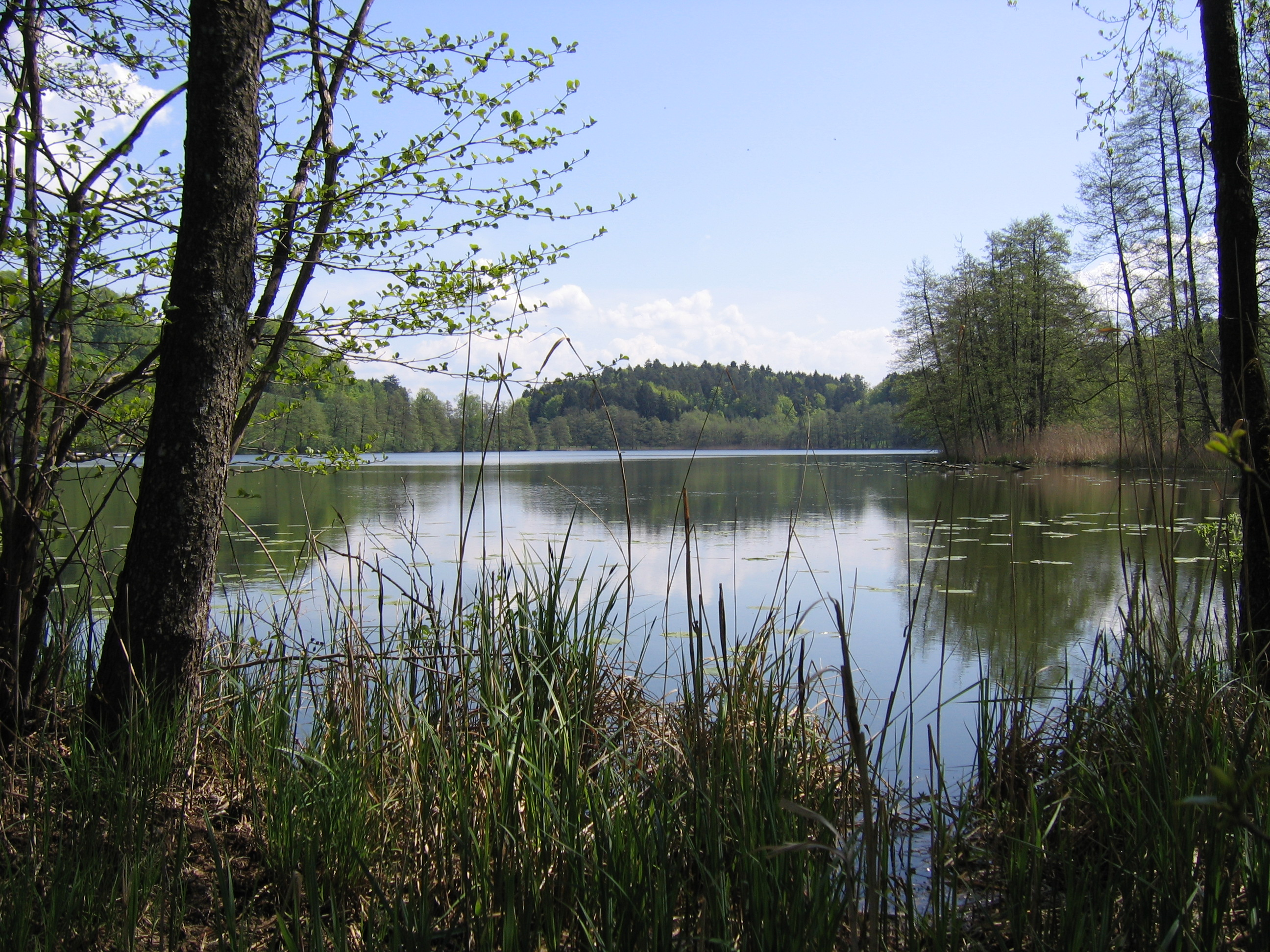
Der Schleinsee

Wie schon der Ortsname besagt, liegt Kressbronn am Bodensee. Im Norden, bei den Ortsteilen Schleinsee und Nitzenweiler, liegt der Schleinsee, ein etwa 16 Hektar großer See, der sich in Privateigentum befindet.
Die Argen bildet im Westen die Gemeindegrenze nach Langenargen und Tettnang. Durch das Gemeindegebiet fließen von Westen nach Osten der von Apflau kommende Wielandsbach, der vom Schleinsee her fließende und sich in Betznau verzweigende Betznauer Bach (der oberirdisch fließende Teil wird als Dorfbach bezeichnet), der sich unterhalb von Berg sammelnde Prozessgraben, der von Riedensweiler kommende Fallenbach, der bei Poppis entspringende Wäschbach, der von Bayern kommende Nonnenbach (der Name leitet sich ab von Ungenbach/Unkenbach) und der Kressbach (von ursprünglich Krebsbach), dessen Quelle im Schlösslepark gefasst ist.
Der Wielandsbach mündet bei Gießenbrücke, der Betznauer Bach zwischen Oberdorfer Brücke und Gießenbrücke in die Argen, der Wäschbach in den Fallenbach und dieser in der Nähe des Bahnhofs in den Nonnenbach. Der Prozessgraben mündet beim Strandbad in den Nonnenbach; Kressbach (zwischen Seepark und Bodan-Werft) und Nonnenbach (beim Kressbronner Strandbad) münden in den Bodensee.

### Schutzgebiete
Im Gebiet der Gemeinde Kressbronn am Bodensee sind derzeit je vier Naturschutzgebiete („Argental“ und innerhalb der Seenplatte und des Hügellands südlich der Argen die Gebiete „Berger Weiher“, 19 ha, „Schachried“, 11 ha, „Schönmoos“, 10 ha) und Landschaftsschutzgebiete („Württembergisches Bodenseeufer“, Teilgebiet, „Steilrand und Schotterfeld des Argentals südlich der Kochermühle“, „Seenplatte und Hügelland südlich der Argen und Nonnenbachtal“, zwei Teilgebiete, „Eiszeitliche Ränder des Argentals mit Argenaue“) sowie acht Einzelgebilde-Naturdenkmale ausgewiesen. (Stand: 31. Oktober 2011)

## Geschichte

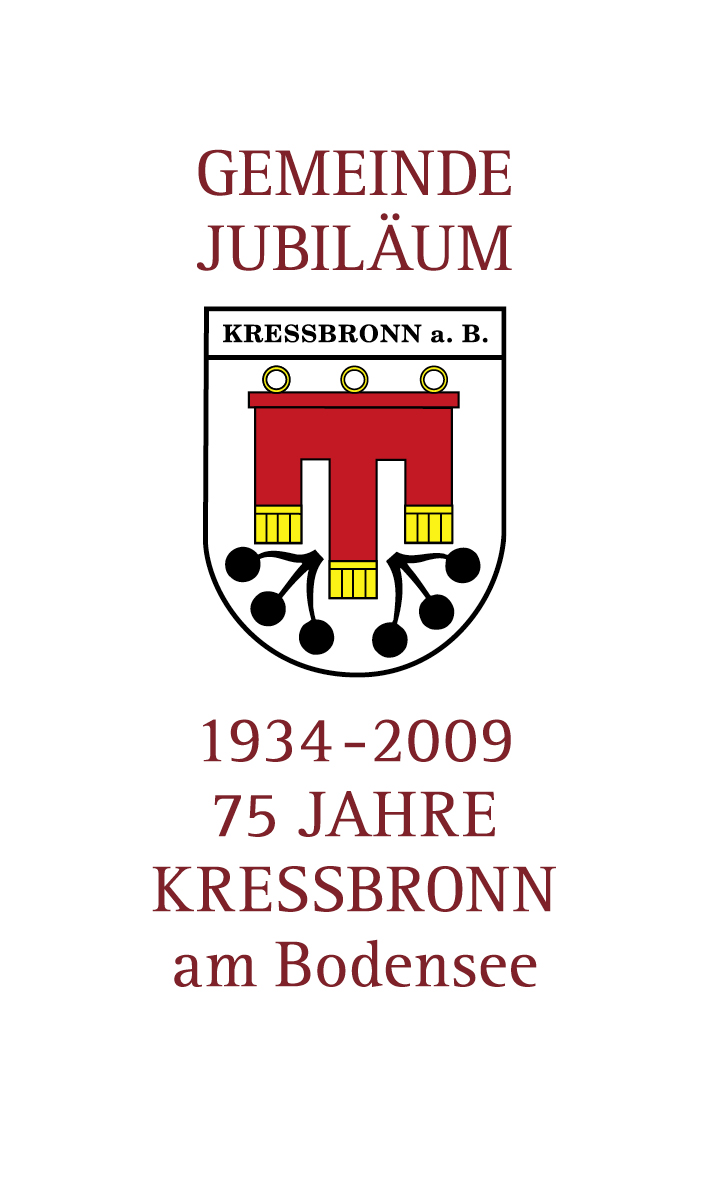
Jubiläumslogo „75 Jahre Kressbronn“

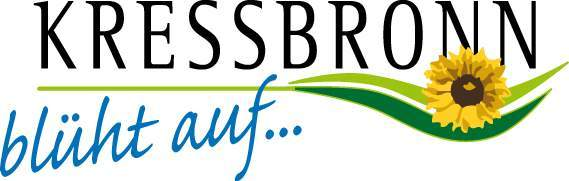
Logo für die Teilnahme am Wettbewerb Entente Florale Deutschland

### Altertum
1963 wurde bei Bauarbeiten im Ortskern von Kressbronn eine während der späten Bronzezeit (1300–800 v. Chr.) erfolgten Brandbestattung auf einem Steinpflaster entdeckt. Als Grabbeigaben wurden unter anderem eine bronzene Schwertklinge, ein bronzener Dolch mit Kupfereinlagen, eine bronzene Lanzenspitze, ein Pfriem, ein Henkelkrug sowie eine Schale aus Ton, eine Gewandnadel und sechs bronzene Zierniete gefunden.
Eine römische Besiedlung auf Gemeindegebiet ist durch eine Ausgrabung des Archäologen Gerhard Bersu nachgewiesen, der Anfang des 20. Jahrhunderts Reste eines römischen Thermengebäudes bei Betznau freilegte.
Die Alemannen vertrieben um das Jahr 350 n. Chr. die Römer mit Waffengewalt aus dem Land, zerstörten die römischen Besitzungen und gründeten eigene Siedlungen, bis sie um 550 von den Franken unterworfen wurden.

### Mittelalter
Die früheste schriftliche Erwähnung mit dem Jahr 799 verzeichnet der Ortsteil Retterschen in einer Urkunde des Klosters St. Gallen. Hemigkofen wird 813 erwähnt. Der Name des benachbarten Weilers Kalkähren wird von einigen Forschern aus dem lateinischen „calcaria“ hergeleitet.
Im Hochmittelalter ab 1143 übernahmen die Pfalzgrafen von Tübingen, die sich später Montfort nannten, die Herrschaft im Argengau.

### Frühe Neuzeit
1616 kam es zu einer kirchlichen Flurbereinigung mit der Pfarrei Wasserburg; Nonnenhorn, das bis dahin zu Gattnau gehörte, wurde an Wasserburg abgegeben und Berg von Wasserburg nach Gattnau umgepfarrt.
Das heutige Gemeindegebiet gehörte bis 1780 zum Herrschaftsbereich der Grafen von Montfort, bis diese ihre Güter an die Österreichischen Vorlande abtreten mussten. Während der Zeit Napoleon Bonapartes kam es zweimal zu Änderungen der Landeszugehörigkeit. Mit dem Frieden von Pressburg fiel das Gebiet 1806 an das Königreich Bayern.

### Württembergische Zeit
1810 kamen die Ortschaften auf Grund des Grenzvertrags von 1810 an das Königreich Württemberg und wurden als Amt Hemigkofen dem Oberamt Tettnang zugeordnet.
Retterschen war nun die südlichste Ortschaft Württembergs geworden.

1822 wurde Nonnenbach von Hemigkofen getrennt und zur selbstständigen Gemeinde erhoben, aber schon 1854 schrieb Pfarrer Hafen in seiner Gattnauer Chronik: 

„Würden sich die beiden Gemeinden mit freier Zustimmung der Bürger wieder zu einer vereinigen, so würde viel erspart und die einstigen Nachkommen würden den Tag der Vereinigung segnen!“

### NS-Zeit
Das heutige Kressbronn entstand auf Initiative des NS-Juristen Hermann Cuhorst, während der NS-Zeit in Württemberg mit der 1934 durchgeführten Vereinigung der Ämter Hemigkofen und Nonnenbach. Hemigkofen hatte seinen Mittelpunkt um das Gasthaus „Löwen“ und erstreckte sich nördlich der Verbindung Tettnanger Straße–Hauptstraße (bis zum Gasthof „Krone“) und des Nonnenbachs. Südlich davon, um den Gasthof „Engel“ herum, erstreckte sich die Gemeinde Nonnenbach mit ihren Teilorten Tunau, Retterschen, Gohren und Kreßbronn (ursprünglich eine Häusergruppe an der Schiffslände und Bodan-Werft). Die Gemeinde hieß zunächst Hemigkofen-Nonnenbach, ehe sie noch im selben Jahr in Kressbronn am Bodensee umbenannt wurde. Im „Schlössle“ befand sich die Gauführerschule des NS-Gaus Württemberg-Hohenzollern.
1938 wurde Kressbronn dem Landkreis Friedrichshafen zugeordnet.

### Nachkriegszeit
Am 29. April 1945 wurde der Ort Teil der Französischen Besatzungszone und erfuhr somit die Zuordnung zum neu gegründeten Land Württemberg-Hohenzollern, welches 1952 im Regierungsbezirk Südwürttemberg-Hohenzollern des Landes Baden-Württemberg aufging.
Zwischen 1966 und 1969 lud der damalige Bundeskanzler Kurt Georg Kiesinger Mitglieder seines Kabinetts und der Fraktionen von CDU/CSU und SPD regelmäßig ins Haus „Am Egg“ ein, um aktuelle Fragen der Regierungspolitik zu erörtern. Privat verbrachte der Kanzler hier auch seinen Urlaub. Diese Gespräche bei Kiesinger wurden in der damaligen Bundeshauptstadt Bonn unter der Bezeichnung „Kressbronner Kreis“ kolportiert. Bei diesen Treffen sollen zum Beispiel die Notstandsgesetze erörtert wie auch die später von Willy Brandt betriebene Ostpolitik vorbereitet worden sein.
Im Jahr 1972 wurde das heutige Strandbad eröffnet.
1973 gab es die Kreisreform in Baden-Württemberg, bei der Kressbronn zum Bodenseekreis kam.

### 21. Jahrhundert
2001 wurde die neu gestaltete Ortsmitte mit Rathaus, Bücherei und Rathausbrunnen eingeweiht. 2009 feierte die Gemeinde ihr 75-jähriges Bestehen. Aus diesem Anlass wurden das ganze Jahr über Veranstaltungen rund um das Jubiläum gefeiert. Unter anderem nahm Kressbronn mit dem Motto „Kressbronn blüht auf“ am Wettbewerb Entente Florale Deutschland teil. Die Teilnahme sollte die Bürger auch dazu anhalten, die Wohn- und Lebensqualität in der Seegemeinde zu erhöhen. Prämiert wurde der intensive Einsatz mit der Silbermedaille, die von Bundeslandwirtschaftsministerin Ilse Aigner überreicht wurde.

### Einwohnerentwicklung

Einwohnerentwicklung von 1871 bis 2016

Seit 1871 liegen verlässliche Zahlen der Einwohnerentwicklung für die Gemeinde Kressbronn am Bodensee und ihre Ortsteile vor. Im nebenstehenden Diagramm wird die Gesamtbevölkerung in den Grenzen des heutigen Gemeindegebiets angegeben. Die Zahlen der Jahre 1871 bis 1961 beruhen auf den Ergebnissen der jeweils durchgeführten Volkszählung, ansonsten gelten die Zahlen immer für das Jahresende (Stichtag: 31. Dezember).
| Jahr | Einwohner |
| ---- | --------- |
| 1871 | 1749      |
| 1880 | 1745      |
| 1890 | 1663      |
| 1900 | 1871      |
| 1910 | 2060      |
| 1925 | 2398      |
| 1939 | 2943      |
| 1950 | 4040      |
| 1961 | 5020      |
| 1965 | 5500      |
| 1970 | 6074      |

| Jahr | Einwohner |
| ---- | --------- |
| 1975 | 6406      |
| 1980 | 6522      |
| 1985 | 6424      |
| 1990 | 7198      |
| 1995 | 7105      |
| 1996 | 7257      |
| 1997 | 7213      |
| 1998 | 7295      |
| 1999 | 7349      |
| 2000 | 7362      |
| 2001 | 7502      |

| Jahr | Einwohner |
| ---- | --------- |
| 2002 | 7827      |
| 2003 | 7830      |
| 2004 | 7935      |
| 2005 | 8055      |
| 2006 | 8133      |
| 2007 | 8020      |
| 2008 | 8084      |
| 2009 | 8100      |
| 2010 | 8159      |
| 2011 | 8275      |
| 2012 | 8284      |

| Jahr | Einwohner |
| ---- | --------- |
| 2013 | 8305      |
| 2014 | 8438      |
| 2015 | 8538      |
| 2016 | 8487      |
| 2017 | 8626      |
| 2018 | 8720      |
| 2020 | 8624      |
| 2021 | 8690      |
| 2022 | 8829      |
| 2023 | 8943      |

Wie in vielen anderen deutschen Städten und Gemeinden ist der Anteil der weiblichen Bevölkerung seit 1950 infolge der Auswirkungen der beiden Weltkriege – Kressbronn verlor im Ersten Weltkrieg (1914–1918) 77, im Zweiten Weltkrieg (1939–1945) 253 Männer, eine Frau und einen Jungen  – immer größer als derjenige der männlichen Bevölkerung. Diese Differenz ist vom Höchstwert 13,9 Prozent (1966) jedoch inzwischen auf 3,1 Prozent gesunken und damit fast schon wieder ausgeglichen.

## Politik

### Bürgermeister
Die Gemeinde Kressbronn am Bodensee hat heute einen hauptamtlichen Bürgermeister. Er ist Leiter der Gemeindeverwaltung und Vorsitzender des Gemeinderates. Amtsinhaber ist derzeit Daniel Enzensperger (* 1988). Er setzte sich bei der Bürgermeisterwahl am 12. Oktober 2014 mit 2190 Stimmen (52 %) im ersten Wahlgang bei einer Wahlbeteiligung von 62,7 % gegen sieben Mitbewerber durch.
Für kurze Zeit war er der zweitjüngste Bürgermeister in Baden-Württemberg, bis heute ist er der jüngste Bürgermeister im Bodenseekreis. Er wurde am 9. Oktober 2022 mit 69,3 Prozent der Stimmen für eine zweite Amtszeit wiedergewählt.
Frühere Bürgermeister
- 1934 (= Gründung der Gemeinde Kressbronn) bis 1945: Karl Gotthardt (NSDAP)
- 1945 bis 1954: Egon Grall (1880–1957), CDU
- 1954 bis 1974: Franz Frick (1910–2012), parteilos
- 1974 bis 1990: Kurt Gröschl (1944–2020), CDU
- 1990 bis 2014: Edwin Weiß (* 1949), CDU

### Gemeinderat
Der Gemeinderat in Kressbronn am Bodensee besteht aus den 18 gewählten ehrenamtlichen Gemeinderäten und dem Bürgermeister als Vorsitzendem. Der Bürgermeister ist im Gemeinderat stimmberechtigt.
Die Kommunalwahl am 9. Juni 2024 führte zu folgendem Ergebnis.
| Parteien und Wählergemeinschaften | Parteien und Wählergemeinschaften                | % 2024  | Sitze 2024 | % 2019 | Sitze 2019 | Kommunalwahl 2024 %50403020100 40,63 %30,67 %16,89 %11,81 %n. k. % BWVCDUGrüneSPDGUBBGewinne und Verlusteim Vergleich zu 2019 %p 8 6 4 2 0 −2 −4 −6+7,63 %p+1,77 %p−5,21 %p−1,39 %p−2,9 %pBWVCDUGrüneSPDGUBB |
| BWV                               | Bürgerliche Wählervereinigung                    | 40,63   | 7          | 33,0   | 6          | Kommunalwahl 2024 %50403020100 40,63 %30,67 %16,89 %11,81 %n. k. % BWVCDUGrüneSPDGUBBGewinne und Verlusteim Vergleich zu 2019 %p 8 6 4 2 0 −2 −4 −6+7,63 %p+1,77 %p−5,21 %p−1,39 %p−2,9 %pBWVCDUGrüneSPDGUBB |
| CDU                               | Christlich Demokratische Union Deutschlands      | 30,67   | 6          | 28,9   | 5          | Kommunalwahl 2024 %50403020100 40,63 %30,67 %16,89 %11,81 %n. k. % BWVCDUGrüneSPDGUBBGewinne und Verlusteim Vergleich zu 2019 %p 8 6 4 2 0 −2 −4 −6+7,63 %p+1,77 %p−5,21 %p−1,39 %p−2,9 %pBWVCDUGrüneSPDGUBB |
| GRÜNE                             | Bündnis 90/Die Grünen                            | 16,89   | 3          | 22,1   | 4          | Kommunalwahl 2024 %50403020100 40,63 %30,67 %16,89 %11,81 %n. k. % BWVCDUGrüneSPDGUBBGewinne und Verlusteim Vergleich zu 2019 %p 8 6 4 2 0 −2 −4 −6+7,63 %p+1,77 %p−5,21 %p−1,39 %p−2,9 %pBWVCDUGrüneSPDGUBB |
| SPD                               | Sozialdemokratische Partei Deutschlands          | 11,81   | 2          | 13,2   | 2          | Kommunalwahl 2024 %50403020100 40,63 %30,67 %16,89 %11,81 %n. k. % BWVCDUGrüneSPDGUBBGewinne und Verlusteim Vergleich zu 2019 %p 8 6 4 2 0 −2 −4 −6+7,63 %p+1,77 %p−5,21 %p−1,39 %p−2,9 %pBWVCDUGrüneSPDGUBB |
| GUBB                              | Gemeinschaft Unabhängiger Bürgerinnen und Bürger | –       | –          | 2,9    | 1          | Kommunalwahl 2024 %50403020100 40,63 %30,67 %16,89 %11,81 %n. k. % BWVCDUGrüneSPDGUBBGewinne und Verlusteim Vergleich zu 2019 %p 8 6 4 2 0 −2 −4 −6+7,63 %p+1,77 %p−5,21 %p−1,39 %p−2,9 %pBWVCDUGrüneSPDGUBB |
| gesamt                            | gesamt                                           | 100,0   | 18         | 100,0  | 18         | Kommunalwahl 2024 %50403020100 40,63 %30,67 %16,89 %11,81 %n. k. % BWVCDUGrüneSPDGUBBGewinne und Verlusteim Vergleich zu 2019 %p 8 6 4 2 0 −2 −4 −6+7,63 %p+1,77 %p−5,21 %p−1,39 %p−2,9 %pBWVCDUGrüneSPDGUBB |
| Wahlbeteiligung                   | Wahlbeteiligung                                  | 63,52 % | 63,52 %    | 65,2 % | 65,2 %     | Kommunalwahl 2024 %50403020100 40,63 %30,67 %16,89 %11,81 %n. k. % BWVCDUGrüneSPDGUBBGewinne und Verlusteim Vergleich zu 2019 %p 8 6 4 2 0 −2 −4 −6+7,63 %p+1,77 %p−5,21 %p−1,39 %p−2,9 %pBWVCDUGrüneSPDGUBB |

### Zweckverbände
Die Gemeinde Kressbronn am Bodensee gehört gemeinsam mit den Gemeinden Eriskirch und Langenargen dem Gemeindeverwaltungsverband Eriskirch-Kressbronn a. B.-Langenargen mit Verwaltungssitz in Langenargen-Oberdorf an. Daneben unterhält die Gemeinde Kressbronn mit der Gemeinde Langenargen den Zweckverband Abwasserreinigung Kressbronn am Bodensee-Langenargen mit Verwaltungssitz in Kressbronn zum Betrieb der verbandseigenen Kläranlage im Eichert.

### Gemeindewappen
| Wappen der Gemeinde Kressbronn am Bodensee seit 1935. | Blasonierung: „In Silber (Weiß) über zwei schwarzen Kirschzweigen eine dreilatzige rote Fahne mit goldenen (gelben) Fransen und drei goldenen (gelben) Trageringen“ |
| Wappen der Gemeinde Kressbronn am Bodensee seit 1935. | Wappenbegründung: Nach der Zusammenlegung der Gemeinden Hemigkofen und Nonnenbach 1934 zur Gemeinde Kressbronn entschied sich der Gemeinderat bei der Schaffung eines Gemeindewappens für den Entwurf von Heinz Hajek-Halke (1898–1983). Die rote Fahne erinnert daran, dass Kressbronn bis 1780 zur Herrschaft der Grafen zu Montfort gehörte. Die Kirschen stehen stellvertretend für den Obstanbau in der Gemeinde. |

### Gemeindeflagge
Der Gemeinde wurde 1955 eine Gemeindeflagge mit zwei gleich großen Bannern in den Farben rot-weiß anerkannt.

### Gemeindefinanzen
Das Haushaltsvolumen der Gemeinde Kressbronn umfasste 2011 rund 19,7 Millionen Euro. Der Schuldenstand verringerte sich von 2,532 im Vorjahr auf 2,292 Millionen Euro (276,92 Euro je Einwohner).

### Partnergemeinden und Partnerschaften

#### Partnergemeinden
Kressbronn pflegt seit 1978 eine Gemeindepartnerschaft mit der französischen Gemeinde Maîche im Département Doubs in der Region Bourgogne-Franche-Comté. Sie entstand aus einer 1975 gegründeten Schulpartnerschaft zwischen der französischen Schule Mont-Miroir und der Park-Realschule.
Zur Gemeindepartnerschaft mit Maîche kam 2010 eine Gemeindepartnerschaft mit Biograd na Moru in Kroatien hinzu.

#### Partner- und Patenschaften
Seit der Seegfrörne 1963 bestanden Kontakte zur Schulgemeinde Rorschacherberg; diese wurden sowohl von der Park-Realschule als auch von der Gemeinde Kressbronn wahrgenommen. Kressbronner Schülern stand unter anderem das Ferienheim der Rorschacher Schulgemeinde in Tarasp im Engadin für Schullandheimaufenthalte zur Verfügung. Alle fünf Jahre fand ein Gedächtnistreffen statt, abwechselnd in Kressbronn und in Rorschacherberg. Diese Partnerschaft wird heute jedoch nicht mehr gepflegt.
Schulpartnerschaften bestehen außerdem zwischen der Park-Realschule und der Alfred-Hayos-Schule in Budapest in Ungarn und der Diesterweg-Schule in Burgstädt in Sachsen (erste Kontakte unmittelbar nach der Wende).
Des Weiteren werden städtebauliche und soziale Projekte in Polen unterstützt, so unter anderem der Bau eines Gemeindezentrums im Wohngebiet Winogrady in Posen (seit 1984), die „Bruder-Albert-Stiftung“ in Radwanowice bei Krakau (seit 1989) oder eine Sozialstation zur Betreuung kinderreicher Familien, Arbeitsloser und Rentner im Stadtteil Nowa Huta in Krakau (seit 1995).
Von 1973 bis zur Außerdienststellung 2010 übernahm die Gemeinde die Patenschaft für das in Eckernförde stationierte U-Boot U 17 der Bundesmarine. Die Partnerschaft wird auch heute noch gepflegt.

## Wirtschaft und Infrastruktur

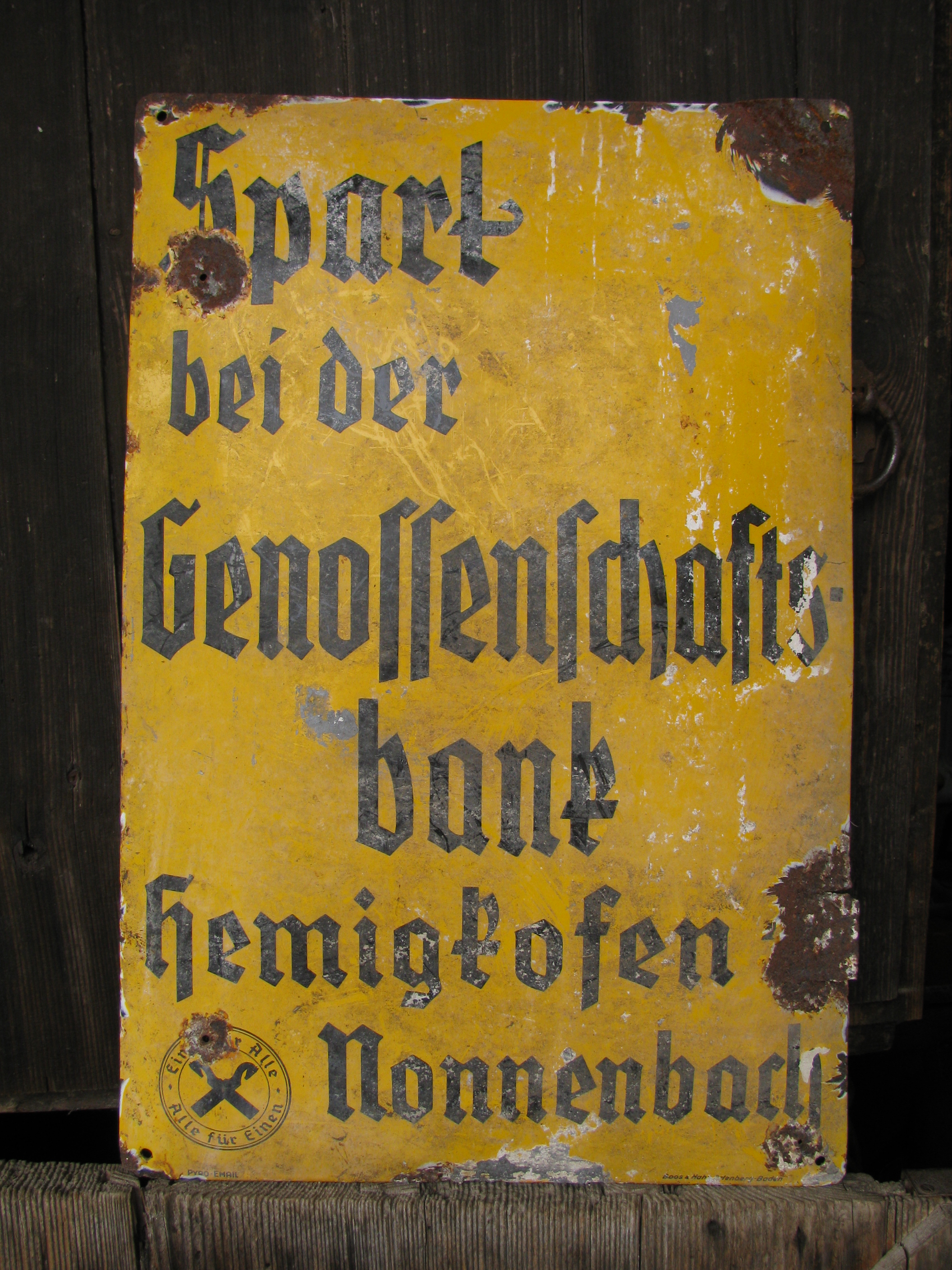
Werbeschild der ehemaligen „Genossenschaftsbank Hemigkofen-Nonnenbach“

Wichtigster Wirtschaftsfaktor der Gemeinde neben dem Tourismus ist die Landwirtschaft, vor allem Obst-, Wein- und Hopfenanbau. Kressbronn gehört als einzige Weinbaugemeinde am Bodensee dem Anbaugebiet Württembergischer Bodensee an.
Darüber hinaus gibt es einige kleine und mittelständische Betriebe, deren Bedeutung die Gemeinde durch Ausweisung von Gewerbeflächen zu stärken trachtet. Viele Kressbronner arbeiten jedoch in den benachbarten Städten Friedrichshafen, Lindau und Tettnang.
Die Energieversorgung erfolgt durch das Regionalwerk Bodensee.
| Jahr           | 2002    | 2003    | 2004    | 2005    | 2006    | 2007    | 2008    | 2009    | 2010    | 2011    |
| Gästequartiere | 142.000 | 134.000 | 133.000 | 133.000 | 127.000 | 124.000 | 130.268 | 132.511 | 138.276 | 142.775 |
| Campingplätze  | 172.000 | 192.000 | 146.500 | 128.000 | 111.000 | 115.000 | 102.550 | 114.000 | 92.225  | 107.942 |

### Verkehr

#### Straßenverkehr
Kressbronn liegt an den Bundesstraßen 31 (Freiburg im Breisgau–Sigmarszell) und 467 (Kressbronn-Ravensburg), an der Südroute der Oberschwäbischen Barockstraße und an der Württemberger Weinstraße.

#### Öffentlicher Nahverkehr
Die Gemeinde gehört dem Bodensee-Oberschwaben Verkehrsverbund (bodo) an und wird sowohl durch die Züge auf der Bahnstrecke Friedrichshafen–Lindau als auch von den Ausflugsschiffen der Bodensee-Schifffahrtsgesellschaft bedient. Der Kressbronner Bahnhof mit der DB-Bahnhofsnummer 3412 gehört der Preisklasse 5 an, das heißt, er ist ein „Nahverkehrssystemhalt“, der überwiegend von Pendlern genutzt wird.
Busverkehr besteht zwischen Kressbronn und Friedrichshafen (Linie 7587), Tettnang (Linie 225) und Hiltensweiler (Linie 235), sowie innerhalb der Gemeinde, als Nachfolger des Bürgerbus, die Linie 220.

#### Radverkehr
Durch eine Alltagsroute aus dem Radnetz Baden-Württemberg ist Kressbronn über Langenargen und Eriskirch mit Friedrichshafen sowie bis zur Landesgrenze mit Lindau verbunden.
Durch Kressbronn führt der Bodensee-Radweg, der als Fernradweg den Bodensee umrundet. Er ist auf der Nordseite des Sees auch ein Teil der D-Route 8 (Rhein-Route). Der Donau-Bodensee-Radweg führt von Ulm über Neukirch und Oberlangnau nach Kressbronn.

#### Wanderwege
Am Bahnhof beginnt der Jubiläumsweg Bodenseekreis, ein 111 Kilometer langer Wanderweg, der 1998 zum 25-jährigen Bestehen des Bodenseekreises eingerichtet wurde. Er führt über sechs Etappen durch das Hinterland von Kressbronn über Neukirch, Meckenbeuren, Markdorf, Heiligenberg und Owingen nach Überlingen.
Durch Kressbronn verläuft ab der Gießenbrücke ein Teil des Oberschwäbischen Jakobswegs. Von Brochenzell kommend führt er die Pilger über Tettnang, Atlashofen, Gattnau, Arensweiler, Selmnau und Hattnau zur St. Jakobus-Kapelle in Nonnenhorn.
Als direkt am See liegende Gemeinde ist Kressbronn auch Station des Bodensee-Rundwegs.

### Bildungseinrichtungen

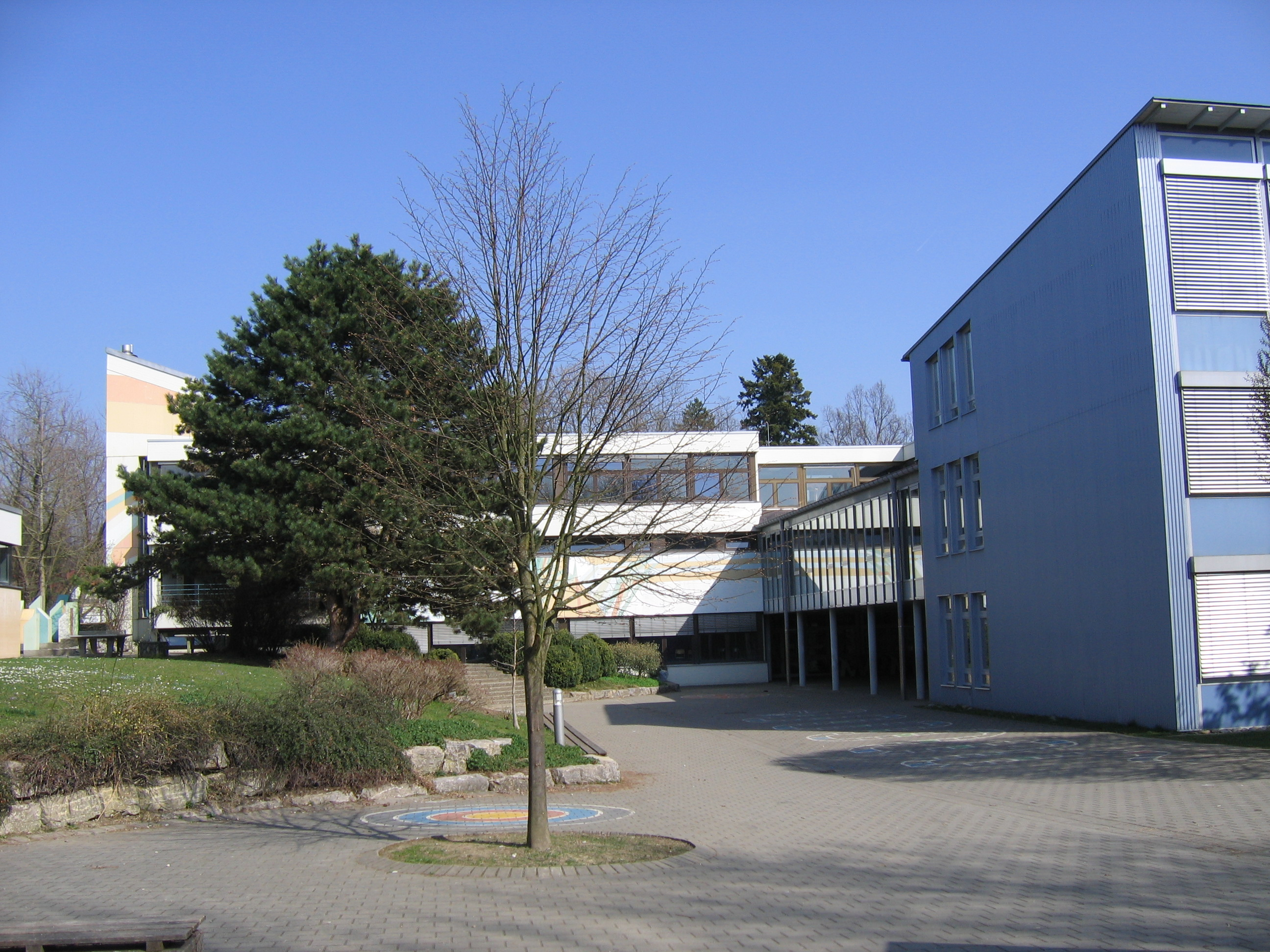
Parkschule

In Kressbronn gibt es zwei Schulen. Das Bildungszentrum Parkschule vereint eine Grund- und Hauptschule mit einer Realschule (seit 1971) und einer Förderschule. Die Nonnenbachschule ist eine reine Grundschule. Neben zwei kommunalen Kindergärten gibt es auch einen Kindergarten der katholischen Kirchengemeinde und einen Wald- und Naturkindergarten, der von einem privaten Verein betrieben wird.
2011 besuchten 394 Kinder die Kressbronner Kindergärten und 1277 Schüler die Kressbronner Schulen. Ende Januar 2020 gab die Gemeinde Kressbronn am Bodensee bekannt, dass sie ca. 15 Millionen Euro für eine Sanierung und eine Aufstockung für den Altbau investieren werde.
Die Sanierung des Altbaus sollte im April 2020 beginnen und das komplette Projekt bis 2022 beendet werden. Die Summe von 15 Millionen Euro ist die höchste Investition der Gemeinde Kressbronn am Bodensee jemals.

#### Nonnenbachschule
Die schulischen Verhältnisse zum Kriegsende verlangten Ende der 1940er Jahre die Planung und den Neubau eines Schulgebäudes in Kressbronn. Nach der Vergabe der zwei Bauabschnitte erfolgte am 2. November 1951 der erste Spatenstich und am 1. Mai 1953 die Einweihung und Inbetriebnahme der Nonnenbachschule.
Die künstlerische Ausgestaltung der neuen Schule übernahm die Bildhauerin und Medailleurin Hilde Broër.
Ihren Namen erhielt die Schule nach dem unterhalb von ihr vorbeifließenden Nonnenbach.
| Jahr                     | 1994 | 1995 | 1996 | 1997 | 1998 | 1999 | 2000 | 2001 | 2002 | 2003 | 2004 | 2005 | 2006 | 2007 | 2008 | 2009 | 2010 | 2011 |
| ------------------------ | ---- | ---- | ---- | ---- | ---- | ---- | ---- | ---- | ---- | ---- | ---- | ---- | ---- | ---- | ---- | ---- | ---- | ---- |
| Nonnenbachkindergarten   | 54   | 79   | 76   | 72   | 72   | 79   | 79   | 79   | 79   | 79   | 81   | 75   | 67   | 59   | 61   | 47   | 47   | 71   |
| Parkkindergarten         | 84   | 83   | 107  | 87   | 98   | 85   | 104  | 104  | 119  | 137  | 116  | 108  | 109  | 105  | 94   | 110  | 122  | 134  |
| Kindergarten St. Michael | 83   | 81   | 81   | 81   | 81   | 81   | 81   | 81   | 81   | 81   | 78   | 78   | 76   | 78   | 78   | 65   | 64   | 69   |
| Waldkindergarten         |      |      |      |      |      |      |      |      |      | 11   | 20   | 23   | 29   | 26   | 22   | 20   | 20   | 20   |
| Nonnenbachschule         | 214  | 224  | 259  | 263  | 269  | 247  | 244  | 244  | 252  | 286  | 289  | 286  | 296  | 285  | 267  | 257  | 256  | 224  |
| Grund-/Hauptschule       | 311  | 268  | 267  | 272  | 259  | 263  | 262  | 283  | 288  | 311  | 313  | 293  | 274  | 234  | 200  | 220  | 213  | 230  |
| Park-Realschule          | 355  | 407  | 450  | 466  | 498  | 517  | 524  | 555  | 529  | 530  | 506  | 459  | 463  | 449  | 460  | 487  | 480  | 499  |
| Förderschule             | 24   | 29   | 37   | 34   | 36   | 42   | 37   | 39   | 39   | 38   | 31   | 43   | 47   | 40   | 42   | 40   | 42   | 41   |
| Jugendmusikschule        | 350  | 277  | 267  | 261  | 280  | 274  | 269  | 267  | 270  | 276  | 289  | 270  | 262  | 273  | 302  | 287  | 277  | 283  |

#### Gemeindebücherei
Kressbronn unterhält eine Bücherei, die seit Oktober 2018 in einem neuen Gebäude in der Hemigkofener Straße 11 untergebracht ist. Sie verfügt über einen Bestand von rund 18.000 Medieneinheiten, als Besonderheit können über die „Bibliothek für Schlaflose“  jederzeit Medien abgegeben oder abgeholt werden.

## Kultur und Sehenswürdigkeiten
Kressbronn liegt an der Südroute der Oberschwäbischen Barockstraße und an der Württemberger Weinstraße.

### Museen

#### Museum im Schlössle

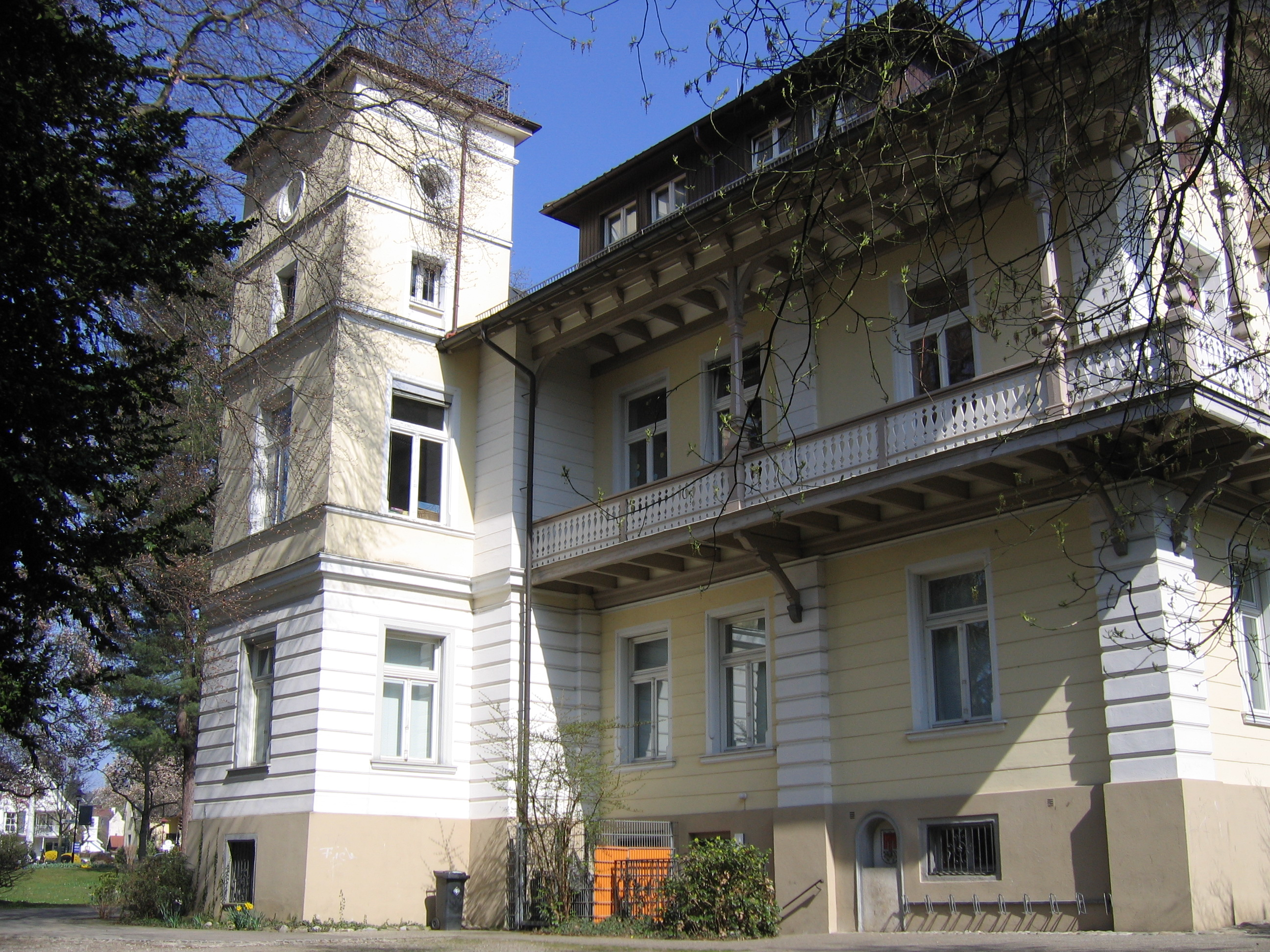
Kressbronner „Schlössle“

Im idyllischen Schlösslepark mit altem Baumbestand und Konzertmuschel liegt das 1829 erbaute Schlössle. Hier können während der Sommermonate in den renovierten Räumen des Erdgeschosses die Schwimmenden Kunstwerke des einheimischen Bootsbauers und Künstlers Ivan Trtanj besichtigt werden. Ivan Trtanj hat in über dreißig Jahren original- und detailgetreue Prunkschiffe des 18. Jahrhunderts geschaffen. 15 Schiffsmodelle der Ausstellung wurden in mühevoller Detailarbeit nach Originalplänen, die zum Teil aus europäischen Museen und Archiven stammen, gefertigt. Lustschiffe und Prunkbarken der europäischen Königshäuser aus dem Barock und Rokoko zählen zu den Lieblingsmodellen des Künstlers. Neben der legendären Bounty gehören Modelle des Bodensee-Lastschiffs Segner und der Schebecke, einem Dreimastsegler aus dem Mittelmeerraum, zu den Schiffsmodellen. Alle Modelle bieten einen Einblick in das Leben der Schiffsbesatzung und der darauf beförderten Adeligen jener Zeiten.
Im Obergeschoss befindet sich seit Dezember 2006 der Kressbronner Familientreff. Die Gemeinde Kressbronn hat hier in Zusammenarbeit mit dem Jugendamt des Bodenseekreises eine familiengerechte Begegnungsstätte geschaffen.

#### Lände
Im Haus des Gastes in der Lände befinden sich ein Museum, eine Galerie mit wechselnden Ausstellungen und ein Café. Das ursprüngliche Gebäude wurde als Pferdestall, Lazarett und Jugendherberge genutzt, bis es Ende der 1970er Jahre um- und ausgebaut wurde zum heutigen Museum. Der Arbeitskreis Kunst der Kulturgemeinschaft Kressbronn organisiert die Kunstausstellungen und hat zahlreiche Publikationen veröffentlicht. Der konzeptionelle Schwerpunkt der Galerie in der Lände gilt der zeitgenössischen Kunst, vorwiegend des südwestdeutschen Raumes sowie der Euregio Bodensee.
In der Sammlung des Museums befinden sich Werke von Hilde Broër, Diether F. Domes, Marta Hoepffner, Bruno Kurz, Rosa Lachenmeier, Berthold Müller-Oerlinghausen, Leo Schobinger, Irm Schoffers, Anton Stankowski, Max Uhlig und weiteren Künstlern. Die Kulturgemeinschaft Kressbronn verwaltet den künstlerischen Nachlass von Otto Valentien.

#### Ehemaliger Bauern- und SchultheißenhofHofanlage Milz

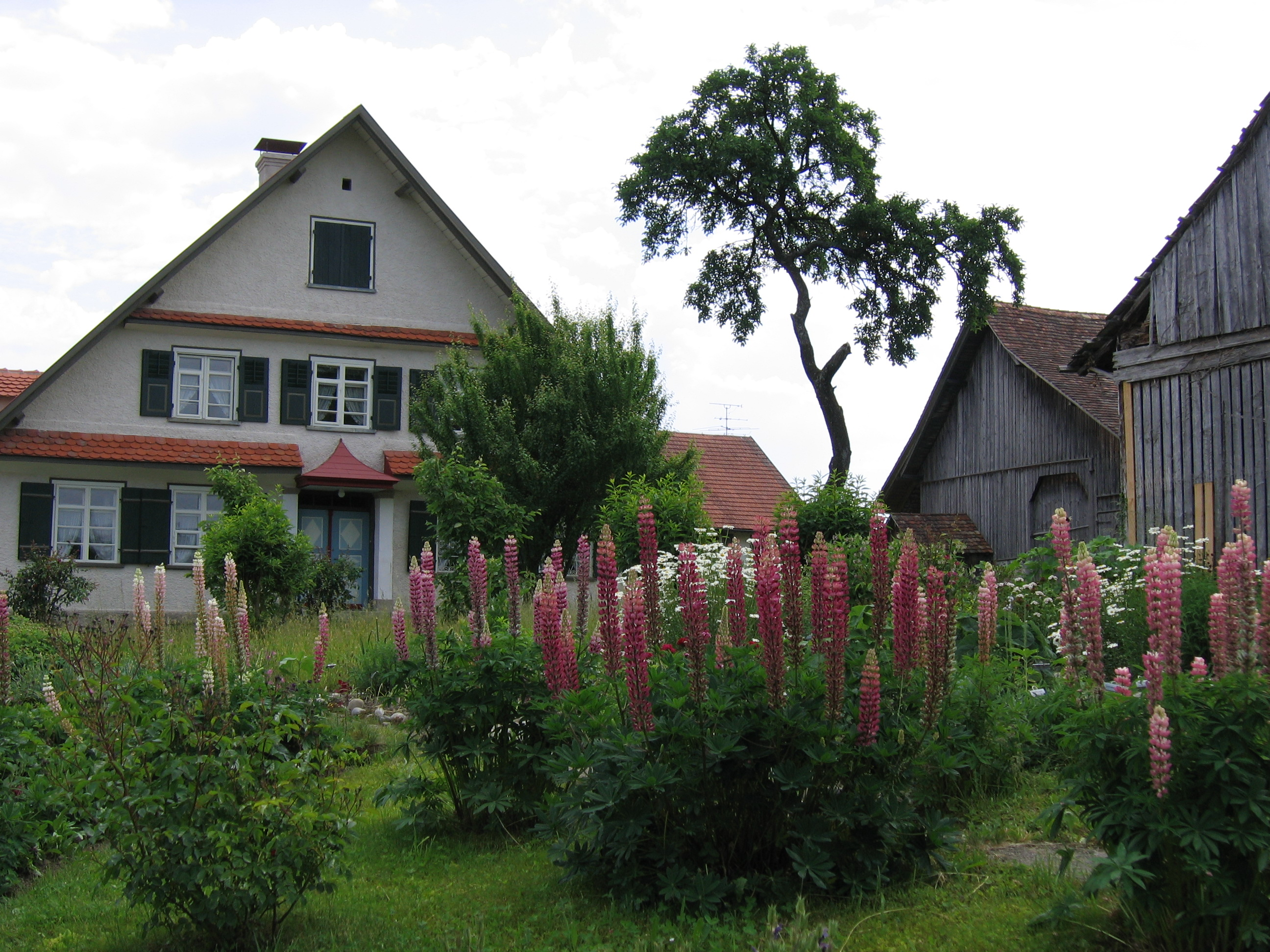
Hofanlage Milz

Im Ortsteil Retterschen wird Einblick in Geschichte und Entwicklung der Landwirtschaft gewährt. Am originalen Standort ist hier ein typischer ehemaliger Bauernhof der Region in seltener Vollständigkeit und Ursprünglichkeit erhalten geblieben, welcher im Rahmen von Führungen oder Veranstaltungen des Verein zur Erhaltung der Hofanlage Milz e. V. besichtigt werden kann.
Die Geschichte der Hofanlage lässt sich bis zum Beginn der Gemeindegeschichte um das Jahr 800 zurückverfolgen: Seinerzeit erwarb das Kloster St. Gallen Besitz in Retterschen. Heute geben vier Gebäude aus drei Jahrhunderten eindrucksvoll Einblick in das Leben unserer Vorfahren: Haupthaus (1855/75) mit Wohnräumen und Stallungen, Scheuer (1717), Remise (1803) und Backhaus (1705). Die Wohnräume wurden 1855 vom Schultheißen der damaligen Gemeinde erbaut und mit einer Amtsstube ausgestattet, in der die Gemeindeverwaltung bis 1870 ihren Sitz hatte. Sie wurde von der Denkmalstiftung Baden-Württemberg zum „Denkmal des Monats September 2005“ ernannt.

### Bauwerke

#### Kirchen und Kapellen
Die römisch-katholische Kirchengemeinde Maria Hilfe der Christen Kressbronn umfasst den Hauptort Kressbronn und die Teilorte Betznau, Tunau und Gohren. 1957 ist Kressbronn von Gattnau abgeteilt und eigenständige Gemeinde geworden. Zur römisch-katholischen Kirchengemeinde St. Gallus Gattnau gehört der Rest des Gebiets der bürgerlichen Gemeinde Kressbronn mit den Teilorten Gattnau, Berg, Nitzenweiler, Schleinsee, Riedensweiler, Atlashofen, Hüttmannsberg, Poppis, Kümmertsweiler, Arensweiler und Retterschen. Außerdem ist in Kressbronn eine evangelische Kirchengemeinde vorhanden, zudem eine Neuapostolische Kirche.

##### PfarrkircheMaria Hilfe der Christen Kressbronn
Die katholische Kirche Maria Hilfe der Christen steht im Zentrum des Ortes und wurde 1936–1937 nach einem Entwurf von Hans Herkommer erbaut.

##### PfarrkircheSt. Gallus
Diese Kirche wurde erstmals 1788 und in der heutigen Form 1792 im Kressbronner Ortsteil Gattnau erbaut. Die Benennung Gattnau wird von Gottes-Au hergeleitet. Die Existenz einer Kirche ist bereits 1412 belegt. Der Kreuzweg sowie die Bleiglasfenster in der heutigen Kirche wurde im Jahre 1963 vom Vorarlberger Künstler und Restaurator Konrad Honold gestaltet.

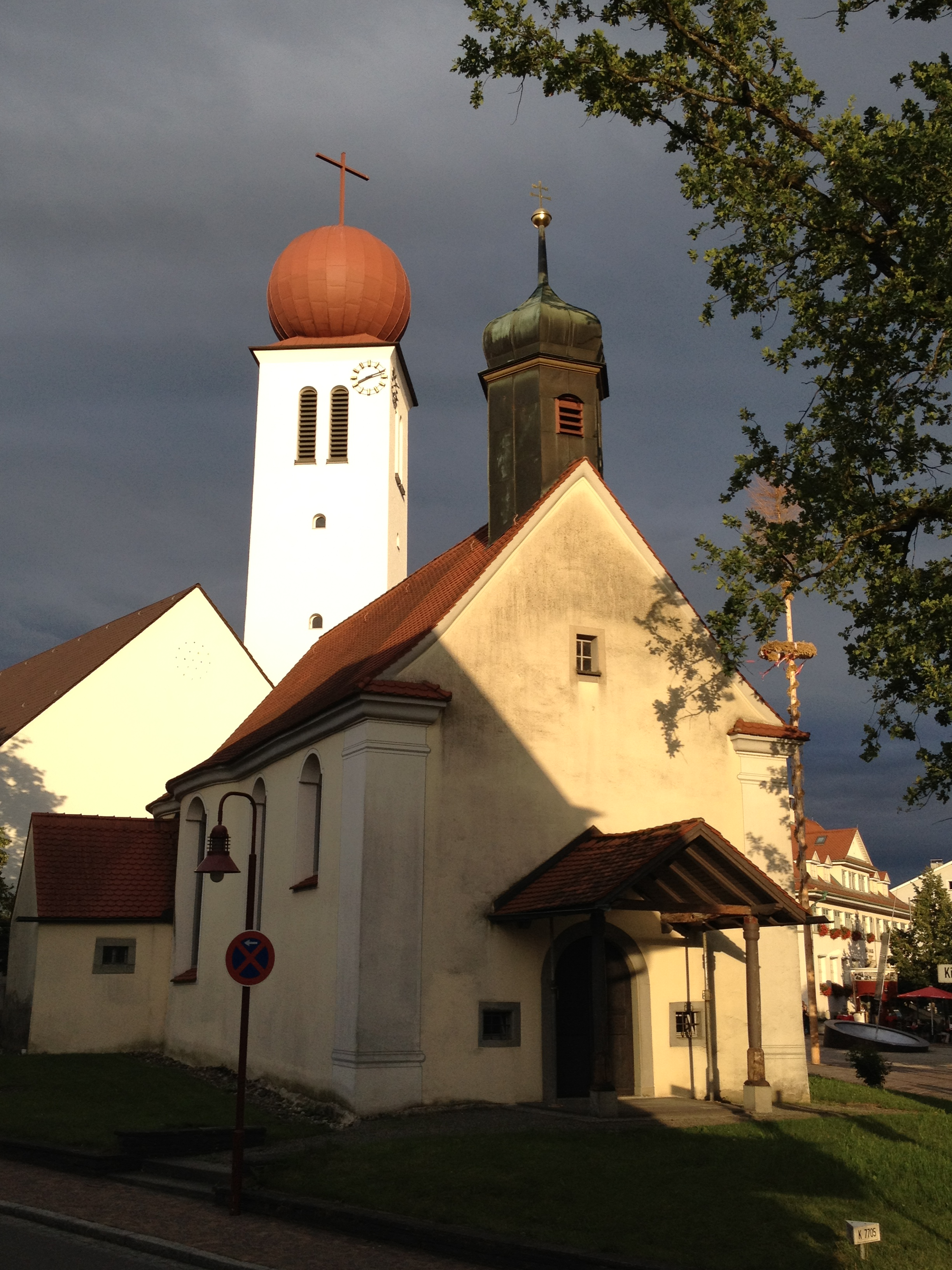
Eligiuskapelle und Pfarrkirche
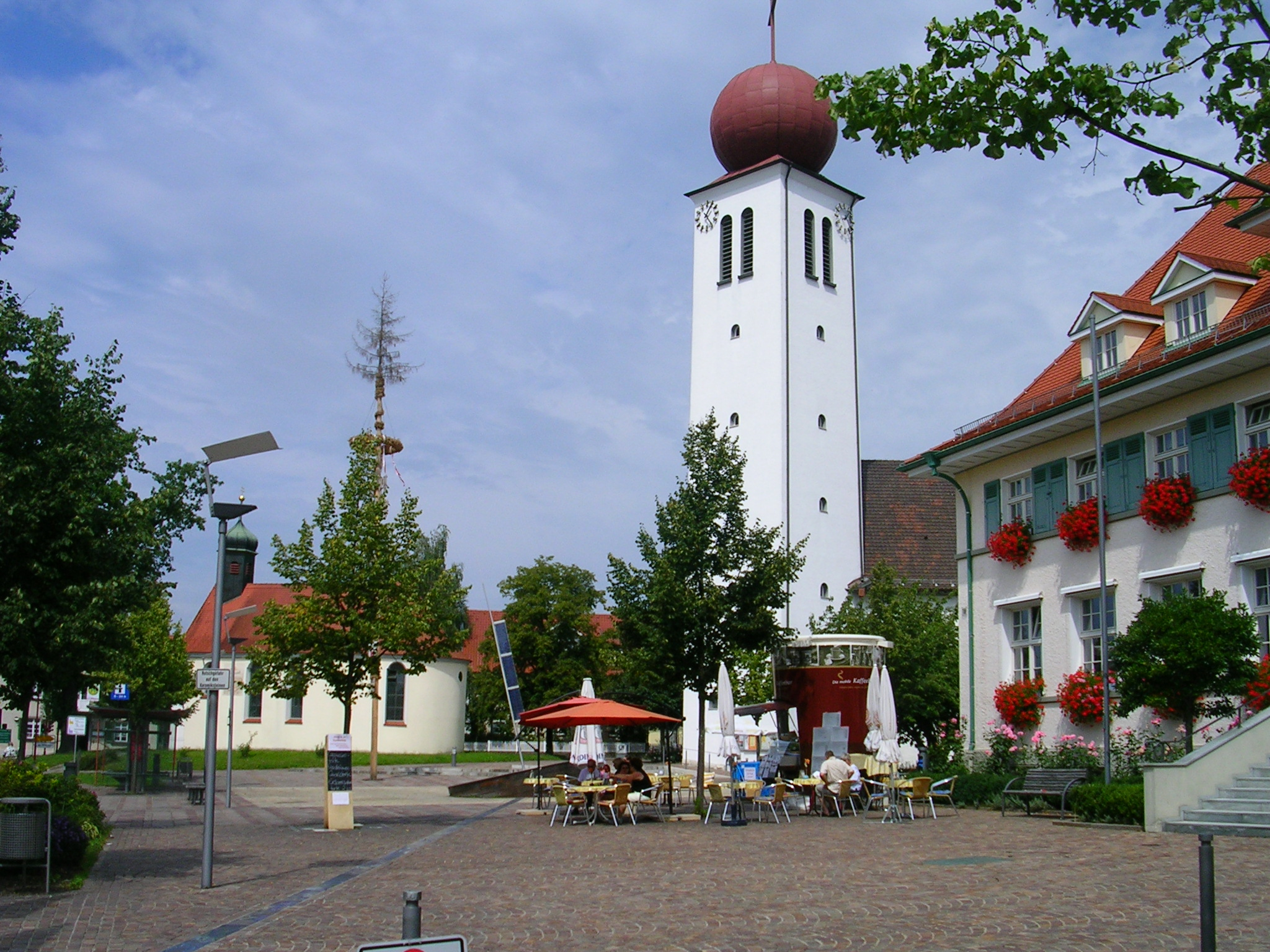
Pfarrkirche und links davor die Eligiuskapelle
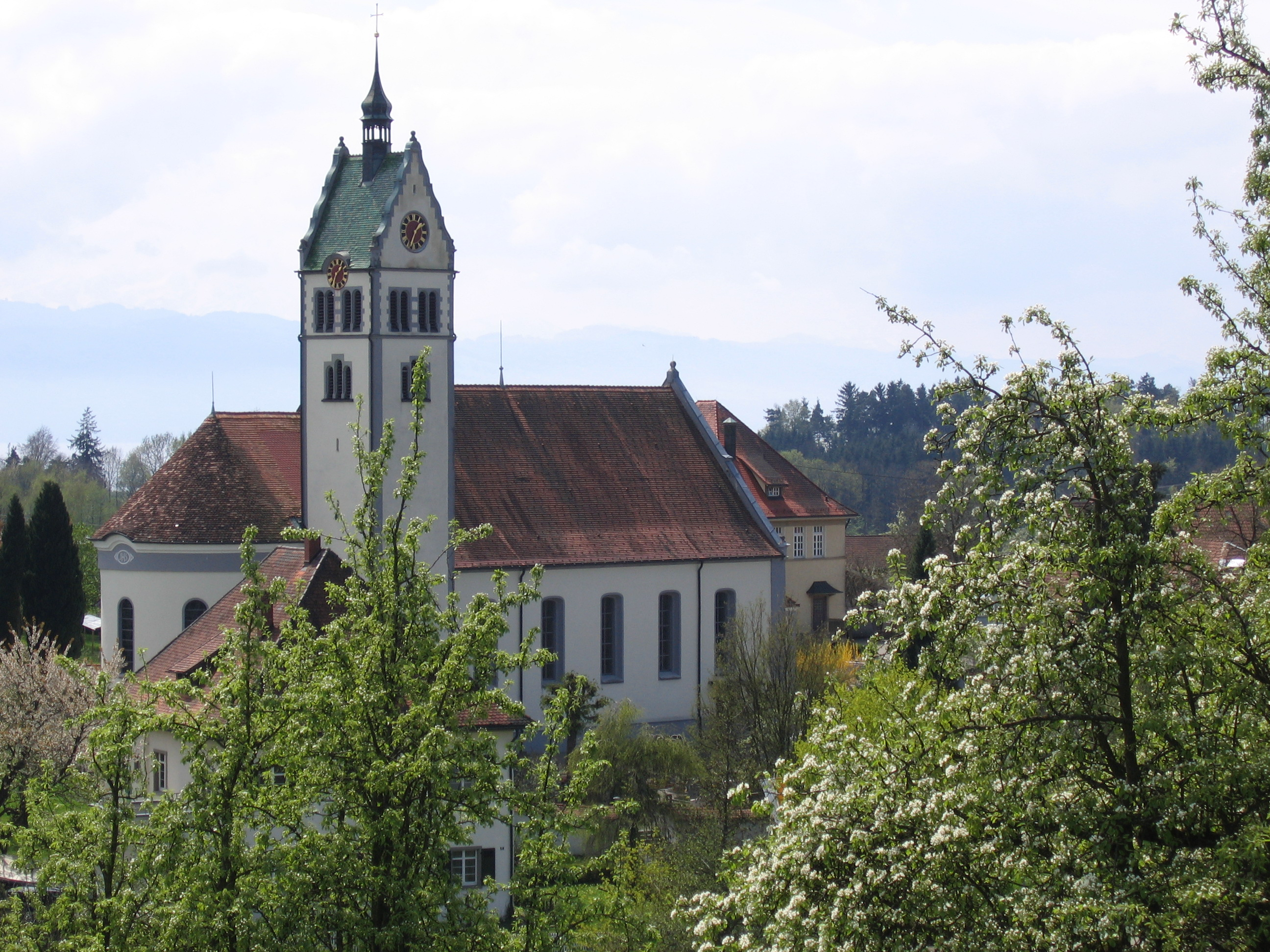
St.-Gallus-Kirche in Gattnau
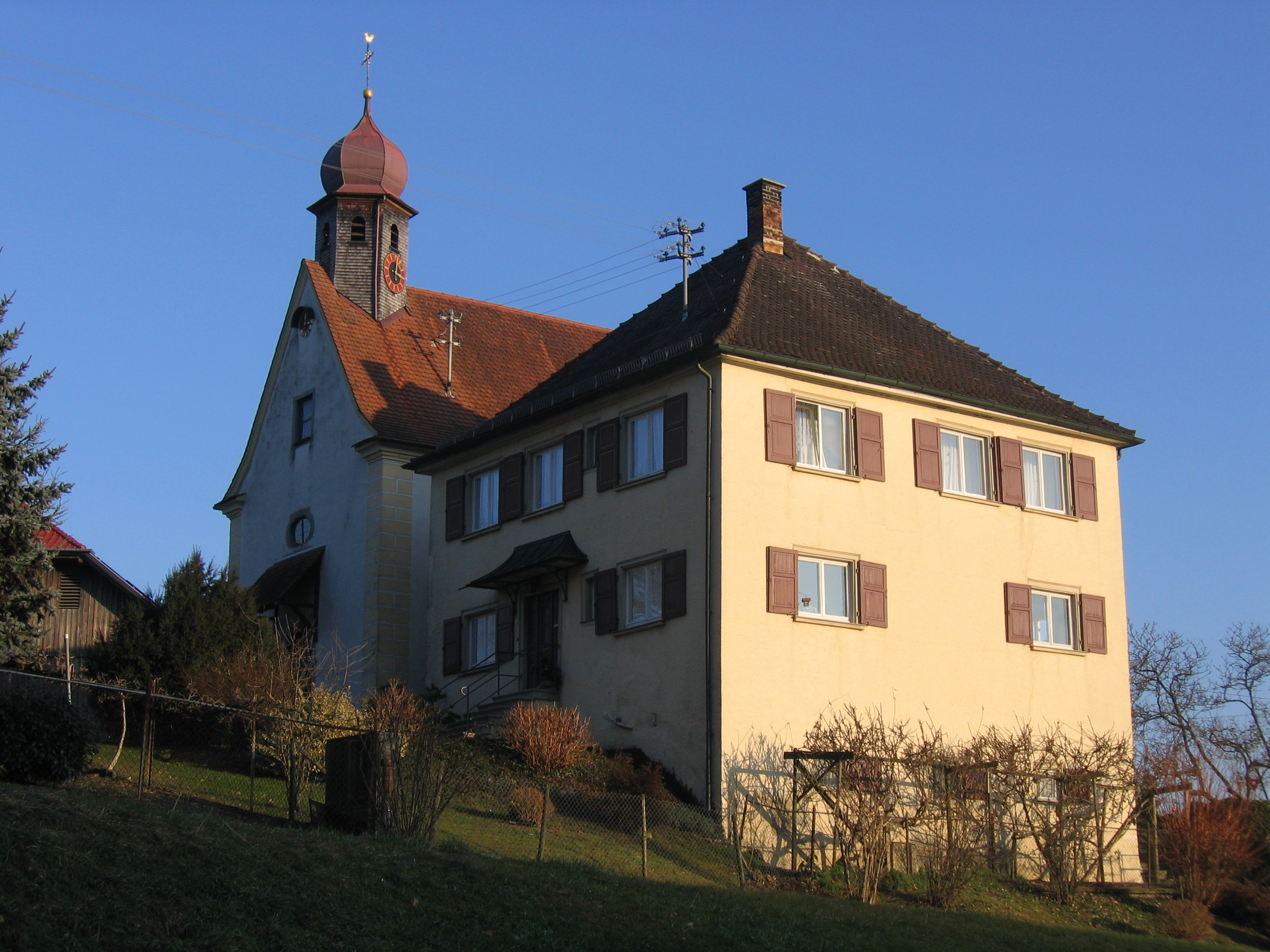
Mariä-Himmelfahrt-Kapelle mit ehemaliger Kaplanei in Schleinsee
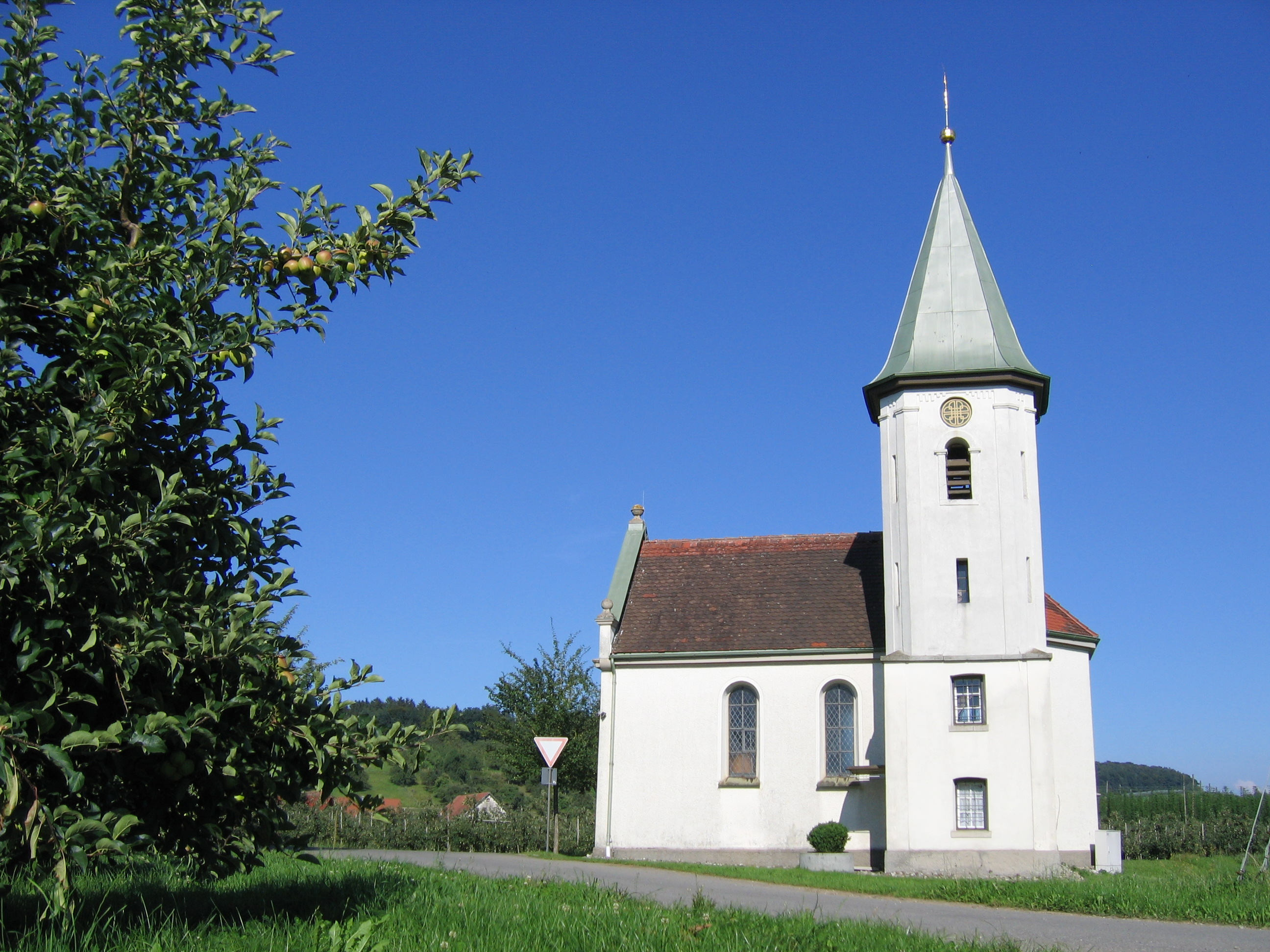
Kapelle zum Hl. Sebastian in Betznau
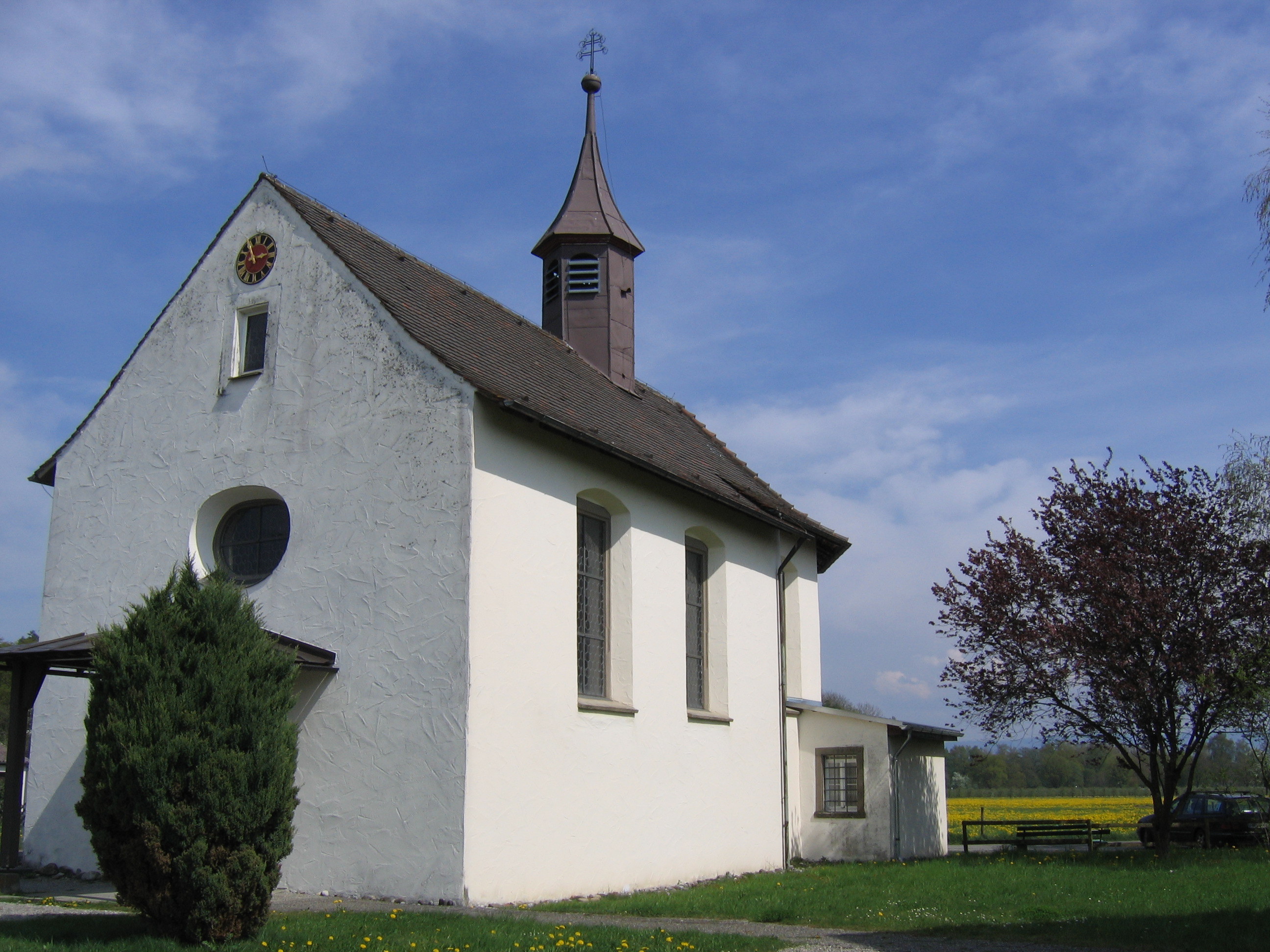
St. Josefs-Kapelle in Tunau

##### Kapellen aus der Barockzeit
Eligiuskapelle am Rathausplatz

1663 musste die an der Kreuzung zwischen Nonnenbach und Hemigkofen erbaute Kapelle infolge des Dreißigjährigen Kriegs neu geweiht werden. Gegen 1710 konnte sie durch eine Stiftung des Grafen Anton III. von Montfort und seiner Frau erneuert werden, ehe sie 1748 ihre barocke Gestalt mit einem sechseckigen Zwiebelturm erhielt.
1871 wurde über der Eingangstür ein Säulendach angebaut und in den Jahren 1992–1995 die Bleiverglasung, das Dach und die Außenfassade mit 1780 aufgemalter Sonnenuhr renoviert; seitdem hat die Eligiuskapelle (Eligius, latein. „der Auserwählte“, ist der Schutzpatron der Wagner, Schmiede, Metallarbeiter und auch der Pferde) ihr heutiges Aussehen. Seit Mitte der 1950er-Jahre dient die Kapelle als Gedenkstätte für gefallene Soldaten: Im Inneren sind vier Stelen den Opfern des Ersten Weltkriegs sowie zwölf Stelen den Opfern des Zweiten Weltkriegs gewidmet.
| Gefallen an der Ostfront          | Verstorben im Lazarett (Ostfront) | Vermisst an der Ostfront         | Gefallen an der Westfront        | Verstorben im Lazarett (Westfront) | Vermisst an der Westfront        | Gefallen in Deutschland          | Verstorben im Lazarett (Deutschland) | Vermisst in Deutschland          | Verstorben in Gefangenschaft     | zusammen                         |
| Erster Weltkrieg – 1914 bis 1918  | Erster Weltkrieg – 1914 bis 1918  | Erster Weltkrieg – 1914 bis 1918 | Erster Weltkrieg – 1914 bis 1918 | Erster Weltkrieg – 1914 bis 1918   | Erster Weltkrieg – 1914 bis 1918 | Erster Weltkrieg – 1914 bis 1918 | Erster Weltkrieg – 1914 bis 1918     | Erster Weltkrieg – 1914 bis 1918 | Erster Weltkrieg – 1914 bis 1918 | Erster Weltkrieg – 1914 bis 1918 |
| --------------------------------- | --------------------------------- | -------------------------------- | -------------------------------- | ---------------------------------- | -------------------------------- | -------------------------------- | ------------------------------------ | -------------------------------- | -------------------------------- | -------------------------------- |
| 0                                 | 2                                 | –                                | 45                               | 14                                 | 6                                | –                                | 8                                    | 2                                | –                                | 77                               |
| Zweiter Weltkrieg – 1939 bis 1945 |                                   |                                  |                                  |                                    |                                  |                                  |                                      |                                  |                                  |                                  |
| 113                               | ?                                 | 59                               | 31*                              | ?                                  | 1                                | 5                                | ?                                    | 6                                | 19                               | 255                              |

Anmerkung: * inkl. Italien, Afrika und hohe See
Mariä-Himmelfahrt-Kapelle im Ortsteil Schleinsee
Die Kapelle zur Hl. Maria wurde nach Grundsteinlegung am 18. Juli 1737 in nur 100 Tagen erbaut. Gestiftet wurde sie zusammen mit der Kaplanei von Johann Melchior Sauter (gebürtig aus Schleinsee), der damals 51-jährig in Wasserburg als Dekan des Landkapitels Lindau tätig war. Die endgültige Weihe erfolgte durch den Konstanzer Weihbischof Franz Karl Joseph von Fugger-Glött am 7. Juli 1746.
Die Architektur des Kapellengebäudes spiegelt die Formsprache und Thematik des Barock wider. Im Inneren zeigen die Altarbilder, umrahmt von Figuren der Heiligen Johannes von Nepomuk und Franz Xaver, eine Himmelfahrt im Chor und an den Seitenaltären die Anbetung der Könige sowie die Heilige Familie.
In den Blickpunkt gelangt die Kapelle alljährlich am 15. August: Dann wird dort zu Mariä Aufnahme in den Himmel das Patrozinium gefeiert.
Sebastianskapelle im Ortsteil Betznau
Die Sebastianskapelle wurde im Jahr 1600 vom Grafen Johann III. von Montfort gestiftet. An der alten Landstraße von Lindau nach Tettnang fand sie ihren Platz. Die über dem Eingangsportal angebrachte Jahreszahl 1696 weist auf eine Erweiterung (Turmanbau) und Renovierung hin. Die Innenausstattung des einschiffigen Rechteckbaus mit eingezogenem, dreiseitig geschlossenem Chor fällt eher schlicht aus; das mag damit zusammenhängen, dass die Kapelle immer wieder Ziel von Kunsträubern war. Ein Blickfang ist das Deckengemälde mit der heiligen Familie (H. Siebenrock, 1906) und das Glasfensterbild in der Chormitte. Im Turm hängen zwei Glocken: Die Wetterglocke ist der Heiligen Dreifaltigkeit, die zweite, 1617 gegossene, den Heiligen Sebastian (= der Erhabene) und Philippus geweiht. Großen Zulauf hat die heilige Messe am Sebastianstag (20. Januar).
St. Josefs-Kapelle im Ortsteil Tunau
Graf Hugo XVIII. von Montfort war der Auftraggeber zum Bau der Tunauer Kapelle. Sie wurde zu Ehren an die Heiligen Josef und Joachim am 17. Oktober 1659 geweiht. Am 15. Dezember 1716 wurde die St.-Josephsbruderschaft errichtet und mit der Aufbewahrung des Allerheiligsten in dem Gotteshaus begonnen. Zwölf Jahre später kam als Stiftung der Gräfin Maria Anna Leopoldine von Montfort (geborene von Thun) ein Kaplaneihaus hinzu. An der Decke ist ein Gemälde, das den Tod des Heiligen Josef darstellt, zu sehen. Lange Zeit waren Kapelle und Kaplanei zur Kirchengemeinde St. Martin in Langenargen gehörig, doch 1957 kamen sie zu der Kressbronner Kirchengemeinde St. Maria – Hilfe der Christen. 1974 wurde die Josefkapelle renoviert. Neben den Figuren des Patrons der Kapelle und einer Muttergottes-Figur kann man seitdem auch eine Marien- und eine Johannes-Figur sehen.

##### Kressbronner Kirchenweg
Der ungefähr 17,5 Kilometer lange Kressbronner Kirchenweg führt Wanderer und Radfahrer am Rathausplatz beginnend zu allen oben beschriebenen Kirchen und Kapellen. Ein Abstecher zur Antoniuskapelle, beim Wasserburger Ortsteil Selmnau gelegen, verlängert die Strecke um rund 2,3 Kilometer.

##### Kressbronner Bibelweg
Der im September 2010 eingeweihte „Kressbronner Bibelweg“ führt über zwölf Stationen hinaus in die Natur und lädt zu innerer Einkehr ein. Der zehn Kilometer lange Rundweg verläuft vom Ottenberg in das Nonnenbachtal bei der Obermühle, auf den Nunzenberg, an die Nonnenbachschule, die katholische Pfarrkirche, den Bahnhof, danach in den Schlösslepark, an das Seeufer, in das alte Gemeindebad, die Wegekreuzung am Grenzweg und über das Bahnwegle hinauf zur evangelischen Kirche.

### Sonstiges

#### Bauernpfad
Zum zehnjährigen Jubiläum der Initiative Jahr des Bauern wurde der ehemalige Obst- und Weinlehrpfad am 16. Juni 2007 nach monatelanger Arbeit, Neukonzeption, Umgestaltung und Erweiterung zusammen mit den einheimischen Landwirten und Landfrauen von der Gemeinde als Bauernpfad eröffnet. Auf einem rund 2,5 Kilometer langen Rundweg zwischen den Ortsteilen Berg (dort Parkplatz) und Atlashofen erfährt der Besucher auf Informationstafeln viel Wissenswertes zu den Themen Landschaft, Wein, Obst, Hopfen, Wald sowie Milch- und Viehwirtschaft.
Abgerundet wird das Angebot durch Spielgeräte, eine Duftbox und einen Hopfen-Kletterturm für die jüngeren Besucher.

#### Brennerweg
Seit Juni 2021 ist der „Kressbronner Brennerweg“ ausgeschildert. Er verbindet als etwa 15 Kilometer langer Rundweg die Kressbronner Ortsmitte mit dem Hinterland in Betznau, Berg, Atlashofen, Nitzenweiler am Schleinsee, Kümmertsweiler und Gattnau. In den Brennereien vor Ort wird anhand von Schautafeln oder persönlichen Gesprächen die handwerklich traditionelle Herstellung von Destillaten erklärt bzw. wie Obst zu veredelten Kulturprodukten wird.

#### Burg Gießen
Das wehrhafte mittelalterliche Wasserschloss stammt in der heutigen Gestalt aus dem Jahr 1482. Die Burg liegt an der Argen nördlich von Kressbronn und ist in Privatbesitz.

#### Kabelhängebrücke
Diese Brücke überspannt die Argen zwischen Kressbronn und Langenargen.
Sie ist eine von 1896 bis 1897 unter König Wilhelm II. durch Karl von Leibbrand erbaute Kabelhängebrücke.
Siehe auch: Liste der Kulturdenkmale in Kressbronn am Bodensee

#### Maislabyrinth
Von Ende Juli bis Ende September hat am Weg zwischen den Ortsteilen Atlashofen und Nitzenweiler das Maislabyrinth täglich geöffnet. Neben einem jährlich wechselnden Motiv innerhalb des Maisfeldes werden Erfrischungen, Biergarnituren und Grillmöglichkeiten angeboten; der Unterhaltung dienen Hüpfburg, Trampolin, Maisbadewanne, Wasserspritzen, Tretfahrzeuge, Rollenrutsche, Schaukel, Haustiergehege, Maistelefon und ein Karussell.
Zusätzlich werden mehrmals im Jahr „Mondschein- oder Neumondwanderungen“ durch das Maislabyrinth angeboten: Dann gilt es für die Besucher, die versteckten Stempel und vor allem den Ausgang im Schein von Fackel oder Taschenlampe zu finden.

#### Seegarten
Direkt am Landungssteg bei der Schiffsanlegestelle der Weißen Flotte liegt das beliebte Areal Seegarten, das ehemalige Hotel-Schiff-Gelände, eine offene Grünanlage mit altem Baumbestand, die freien Blick erlaubt über die Kressbronner Bucht hinüber zum Säntis.

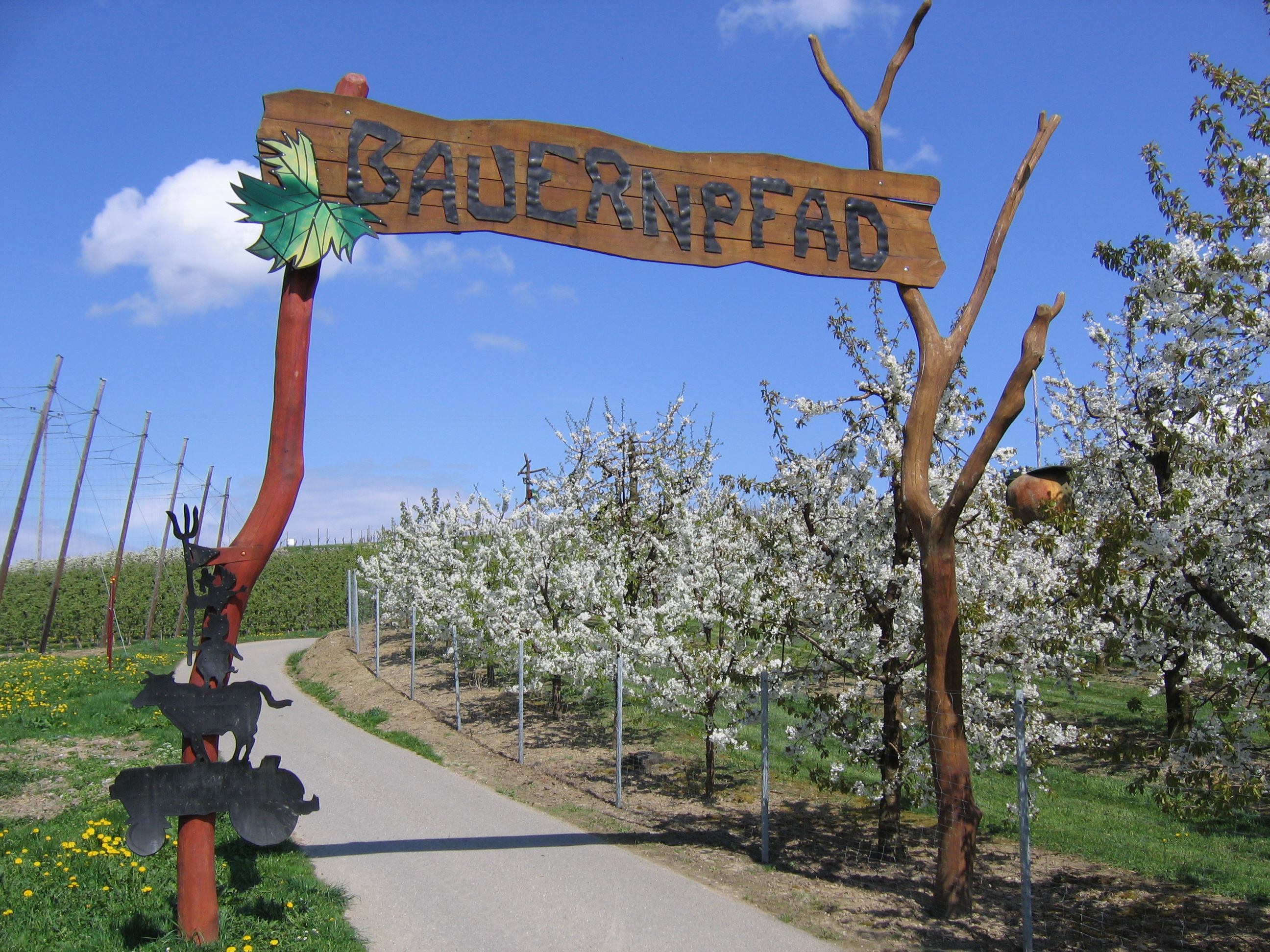
Bauernpfad
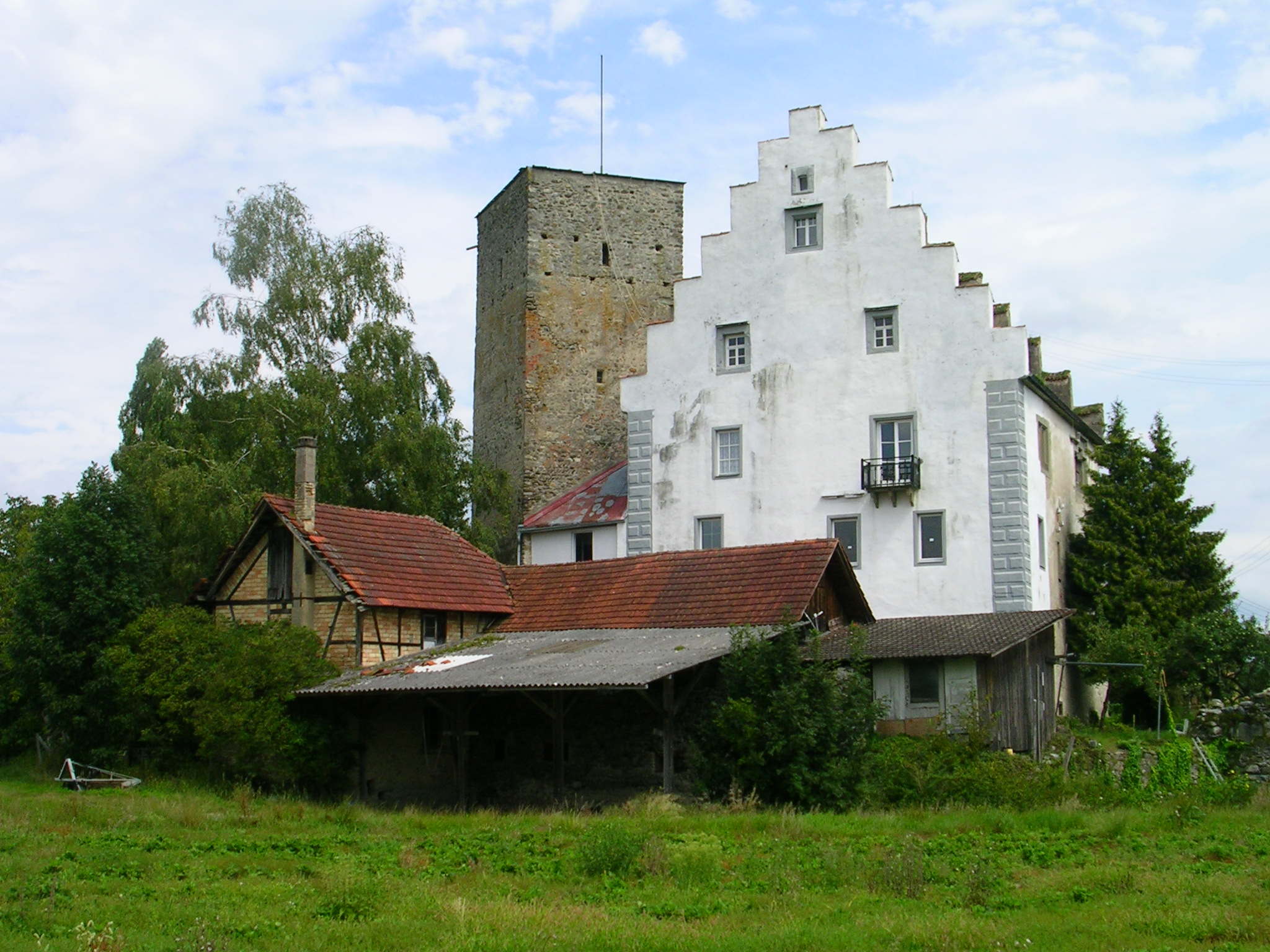
Burg Gießen
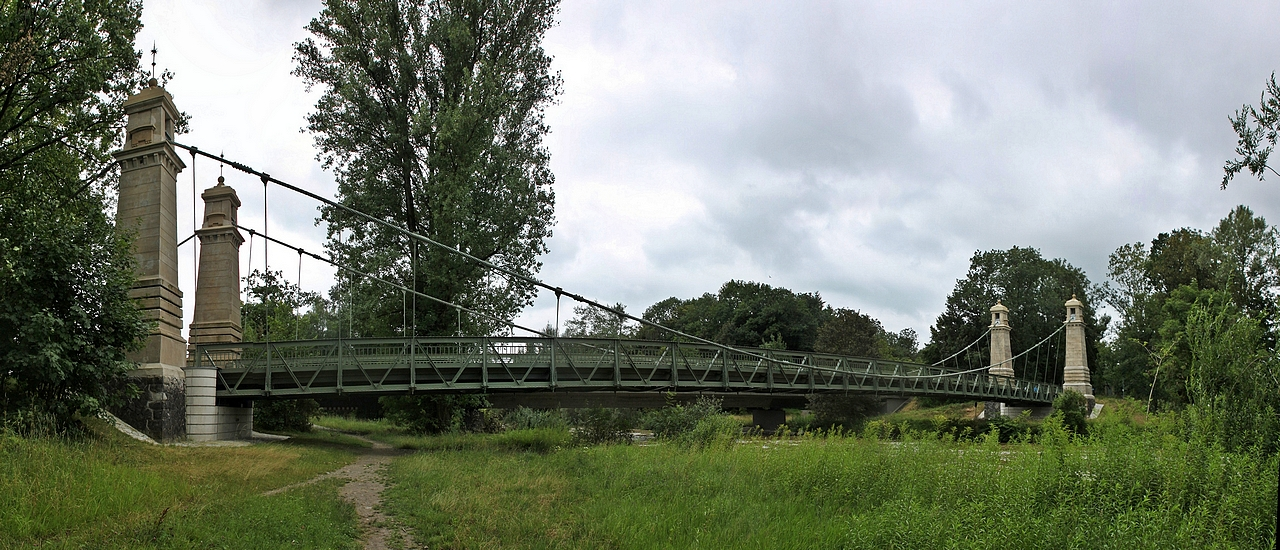
Kabelhängebrücke
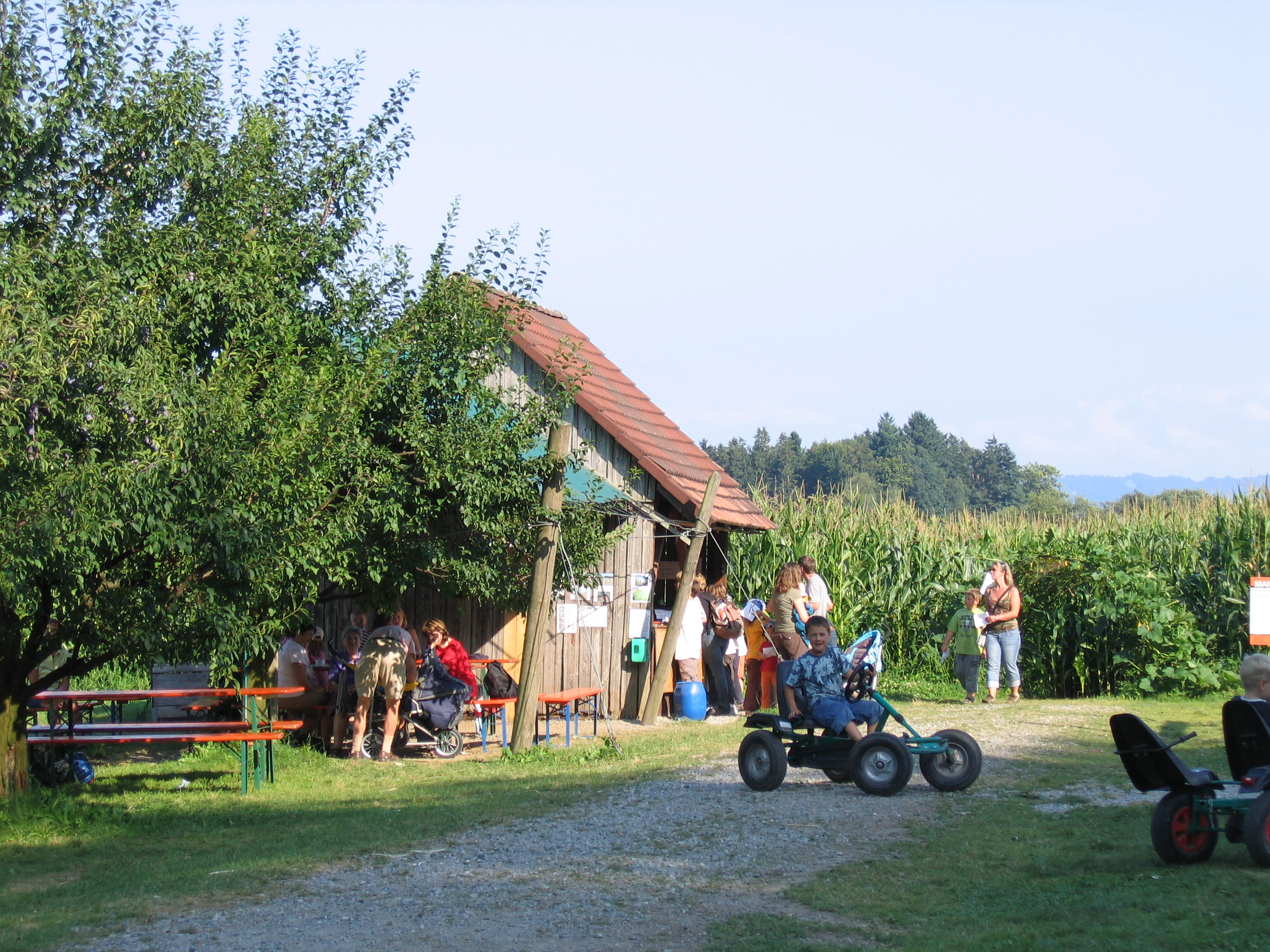
Maislabyrinth
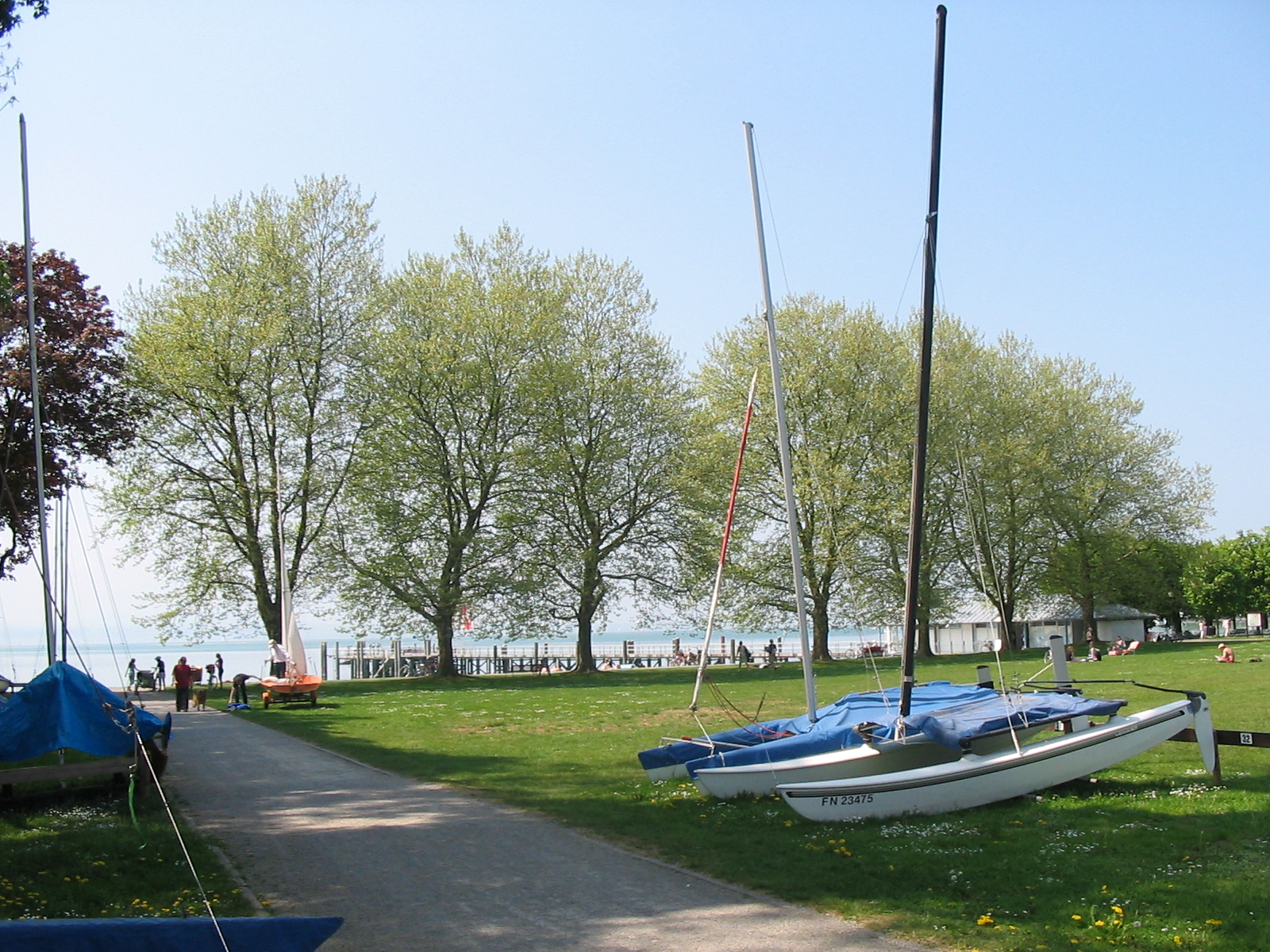
Seegarten

#### Yachthafen

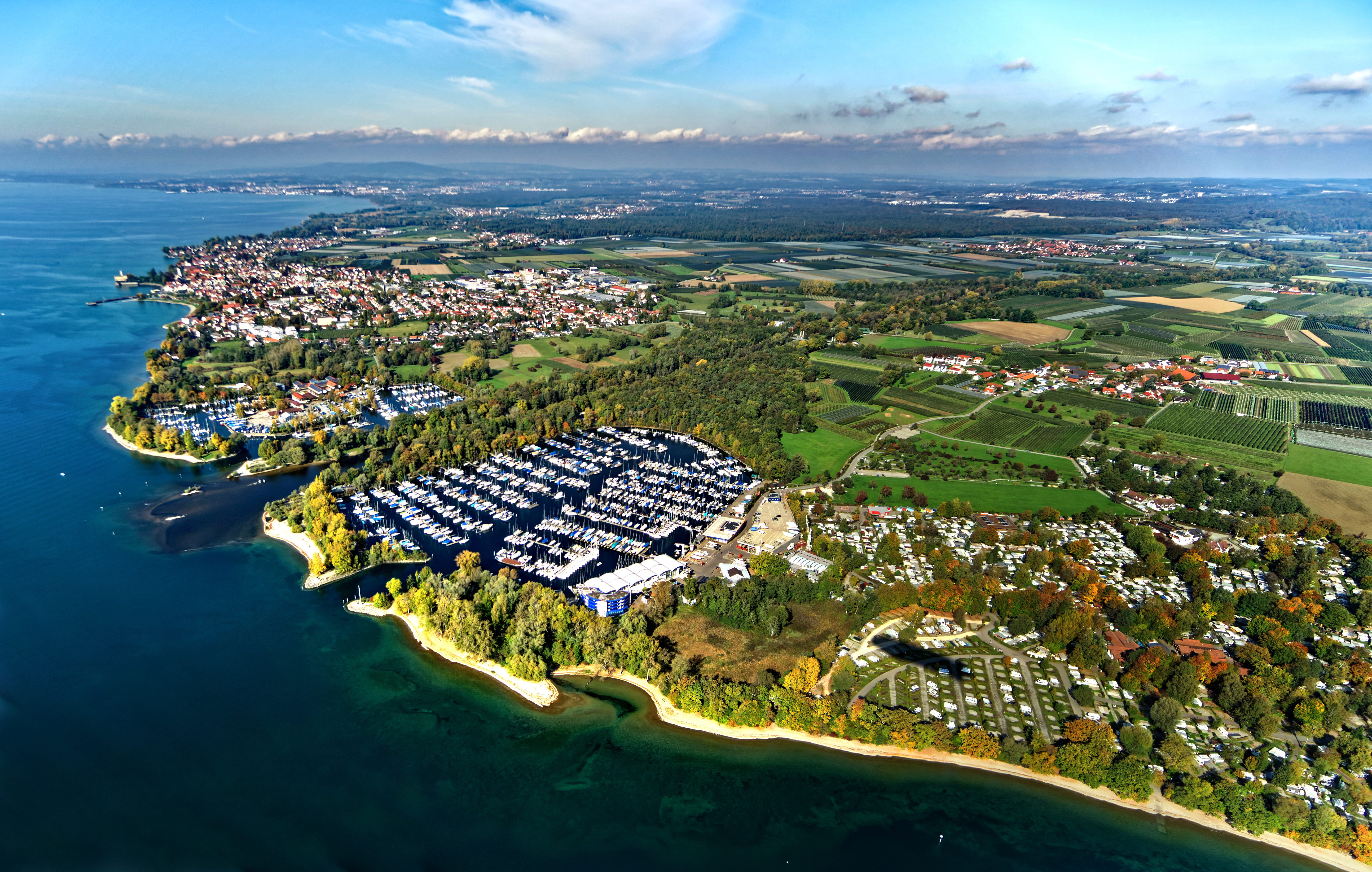
Yachthafen bei Gohren

In der Nähe des Ortsteils Gohren befindet sich die Marina Ultramarin mit knapp 1500 Liegeplätzen Deutschlands zweitgrößter Yachthafen und der größte am Bodensee.

### Sport
In Kressbronn gibt es für die sportliche Betätigung ein großes Angebot unterschiedlicher Vereine. Die größten sind der TV Kressbronn (unter anderem Volleyball, Turnen, Leichtathletik, Schwimmen, Rad- und Skisport) und der SV Kressbronn (Fußball). Das Angebot wird ergänzt durch den Angelsport-, den Tauchsport-, den Pferdesport- und den Schützenverein sowie den Tennisclub, die Segler und den Motor-Yacht-Club Obersee.
Zu den bekanntesten und größten Sportveranstaltungen in Kressbronn gehört der regelmäßig im September stattfindende internationale Bodensee-Marathon mit bis zu 1100 Teilnehmern.
Während der fünften Etappe der Deutschland Tour 2005 von Sölden im Ötztal nach Friedrichshafen war in Kressbronn eine Prämien-Sprintwertung ausgelobt.

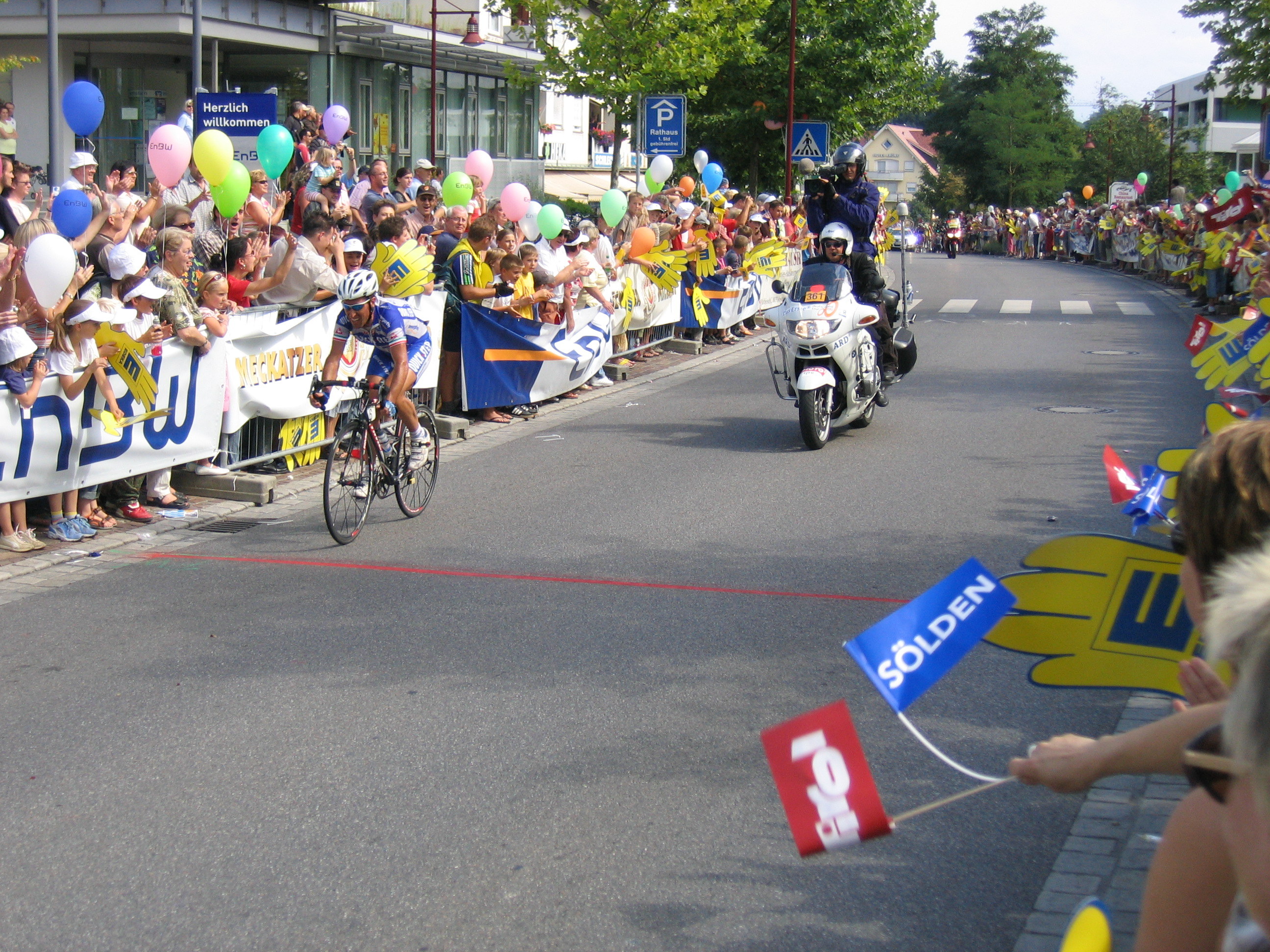
Der Führende: Christian Moreni
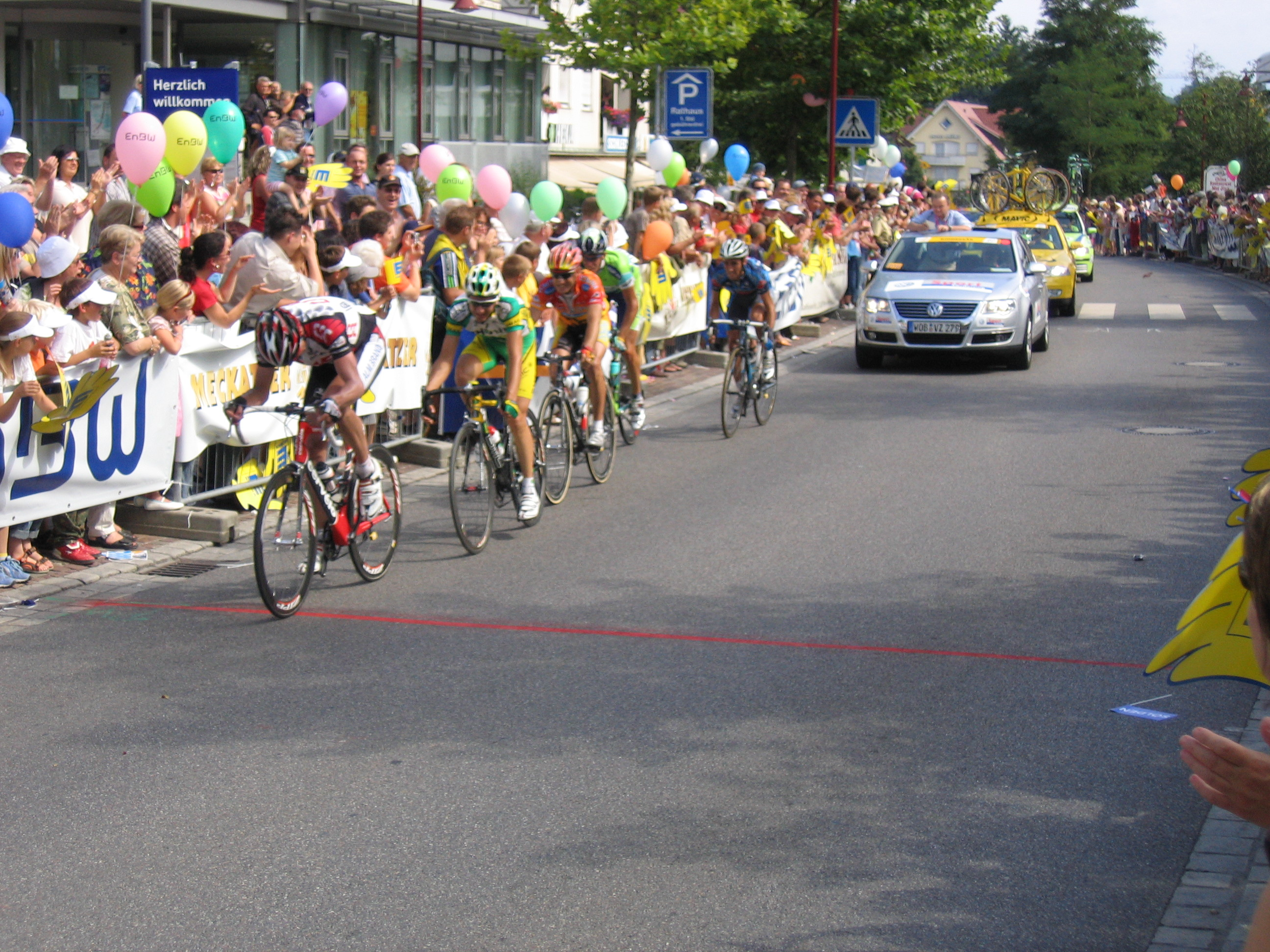
Die Verfolger: Jens Voigt, Johann Tschopp, Alessandro Bertolini, Dario David Cioni und Carlos Barredo (von links)
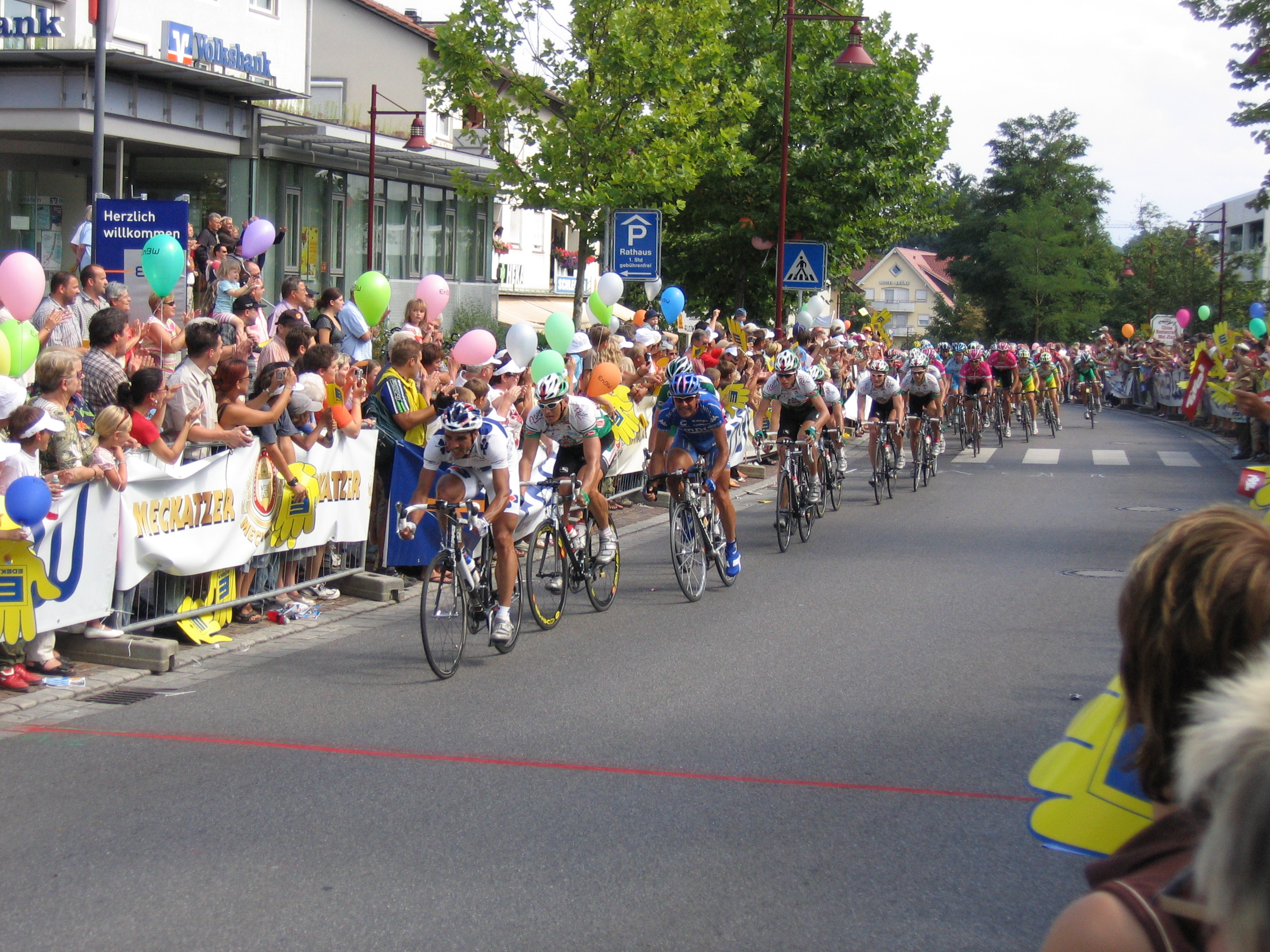
Das Hauptfeld

### Regelmäßige Veranstaltungen
Neujahrsempfang der Gemeinde

In Kressbronn beginnt das Veranstaltungsjahr mit dem Neujahrsempfang der Gemeinde in der Festhalle. Der Schwerpunkt der Veranstaltung liegt auf einer Ansprache des Bürgermeisters, in welcher dieser auf das vergangene Jahr zurückblickt und einen Ausblick auf die Kommunalpolitik im kommenden Jahr gibt. Die Gemeinde nutzt den Neujahrsempfang daneben auch zur Verleihung von Ehrungen an verdiente Kressbronner. Der Neujahrsempfang wird stets musikalisch umrahmt und endet mit einem Stehempfang.
Kressbronner Fasnet

In der Gemeinde wird, wie in der Region üblich, die schwäbisch-alemannische Fasnet gepflegt. Jedes Jahr veranstaltet der Verein zur Pflege von Volks- und Brauchtum – Narrenverein Griesebigger den Griesebigger Ball, Heimatball, Kinderball, Jugendball und alle zwei Jahre (abwechselnd mit dem Narrenverein Nonnenhorn) einen Narrensprung (Umzug).
Zum Abschluss der Fastnacht organisiert der Verein am Sonntag nach dem Aschermittwoch ein Funkenabbrennen auf dem Strandbadparkplatz. Neben den Veranstaltungen des Narrenvereins Griesebigger haben sich inzwischen mit dem Seniorenball und der Fasnetsparty in der Festhalle auch zwei Veranstaltungen des Narrenvereins Haidachgeister etabliert.
Blütenfest

Traditionell findet im Frühjahr das Blütenfest der Kressbronner Landjugend auf dem Festplatz am Strandbadparkplatz statt.
Maibaumsetzen

Jedes Jahr wird am Abend des 30. April auf dem Rathausplatz ein etwa 23 Meter hoher Maibaum gesetzt. Organisiert durch die Gemeinde, wirken neben der Kressbronner Handwerkerschaft auch Landjugend und Musikverein Kressbronn an der Veranstaltung mit.
Kressbronner Pfingstfestival

Immer am Pfingstwochenende veranstaltet der Musikverein Kressbronn auf dem Festplatz am Strandbadparkplatz das Kressbronner Pfingstfestival. Von Samstagabend bis Montagabend wird den Besuchern stets ein buntes Programm geboten. Traditionell spielt die Jugendkapelle Kressbronn am Sonntagnachmittag zum Nachmittagsunterhaltungskonzert auf. Höhepunkt des Festes ist der Frühschoppen des Musikvereins Kressbronn mit Stimmung und Show am Pfingstmontag.
Hock am See

Den Seegarten belebt der alljährliche Hock am See. Dabei handelt es sich um eine dreitägige Serenade mit Bewirtung, organisiert durch den Musikverein Kressbronn.
Kressbronner Weinufer

Ebenfalls im Seegarten findet jährlich Anfang August an einem Freitag- und Samstagabend das Kressbronner Weinufer des Fördervereins des heimatlichen und fastnächtlichen Brauchtums (Griesebigger) statt. Im Stile eines Weinfestes können hier die Besucher die idyllische Atmosphäre am Bodensee genießen.
Internationaler Bodenseemarathon

Jedes Jahr am dritten Samstag im September organisiert der Turnverein Kressbronn den Internationalen Bodensee-Marathon. Er gehört zu den ältesten und größten Veranstaltungen seiner Art in der Region und zeichnet sich durch seine naturnahe Laufstrecke aus.
Kressbronner Straßenfest

Das Fest findet immer am dritten Sonntag im September statt. Die Festmeile erstreckt sich von der Hemigkofener Straße über die Hauptstraße bis in den Nonnenbacher Weg. Neben einem Kinderflohmarkt, einem Flohmarkt, Essens- und Informationsständen der örtlichen Vereine wird vor allem auf dem Vorplatz der Festhalle und auf dem Rathausplatz musikalische Unterhaltung geboten. Mehrere tausend Besucher machen das Kressbronner Straßenfest jedes Jahr zur größten Veranstaltung in der Gemeinde.
Jahreskonzerte des Gesangvereins

Im Herbst finden die Jahreskonzerte des Gesangvereins Kressbronn statt.
Kressbronner Weihnachtsmarkt

Traditionell veranstaltet die Gemeinde am ersten Adventswochenende am Freitag- und Samstagabend den Kressbronner Weihnachtsmarkt auf dem Rathausplatz. Die Stände werden überwiegend von örtlichen Vereinen betrieben. Die Standgebühren fließen vollständig in den sozialen Härtefonds der Gemeinde, welcher Kressbronner unterstützen soll, die in eine finanzielle Notlage geraten oder generell bedürftig sind.
Weihnachtskonzerte des Musikvereins

Zum Abschluss des Jahres finden am Samstagabend und Sonntagnachmittag um den vierten Advent die Weihnachtskonzerte des Musikvereins Kressbronn in der Festhalle statt.

## Persönlichkeiten
Folgende Persönlichkeiten sind in Kressbronn geboren oder haben hier gelebt:
- Andreas Brugger (1737–1812); Maler des Rokoko und Klassizismus; in Kressbronn geboren
- Hans von und zu Aufseß (1801–1872); Altertumsforscher und Gründer des „Germanischen Museums“; wohnte in Kressbronn
- Johann Baptist Hafen (1807–1870), Geistlicher und Schriftsteller, Pfarrer von Gattnau
- Franz Innozenz Nachbaur (1830–1902); Hofkammersänger; in Kressbronn geboren
- Gebhard Braun (1843–1911); Kaufmann und Mitglied des Deutschen Reichstags; in Retterschen geboren
- Karl Boehm (1873–1958); Mathematiker; wohnte in Kressbronn
- Egon Grall (1880–1957), geboren in Poppis, Politiker (Zentrum, CDU) und Bürgermeister
- Berthold Müller-Oerlinghausen (1893–1979); Bildhauer
- Leo Schobinger (1897–1985); Maler, Grafiker und Kunstpädagoge
- Hilde Broër (1904–1987); Bildhauerin und Medailleurin; Namenspatronin des seit 2005 jährlich verliehenen „Hilde-Broër-Preises“
- Marta Hoepffner (1912–2000); Fotografin; Namenspatronin des seit 2002 verliehenen „Marta Hoepffner Preises für Fotografie“; lebte seit 1971 in Kressbronn
- Antoinette Becker (1920–1998); französisch-deutsche Kinder- und Jugendbuchautorin
- Irm Schoffers (1927–2008), Fotografin und Fotokünstlerin
- Bruno Müller-Oerlinghausen (* 1936); Psychopharmakologe
- Elmar Kuhn (* 1944); ehemaliger Kreisarchivar und Leiter des Kulturamtes im Landratsamt Bodenseekreis, ehemaliger Vorsitzender der Gesellschaft Oberschwaben für Geschichte und Kultur
- Ivan Trtanj (* 1945); Handwerker mit außerordentlichem kunsthandwerklichem Können; wohnt in Kressbronn
- Nicolas Becker (* 1946); Jurist und Strafverteidiger; in Kressbronn geboren
- Thomas Haffa (* 1952); Medienunternehmer; in Kressbronn geboren
- Anton Grammel (* 1998); Skirennläufer; wohnte in Kressbronn

Hans von Aufseß
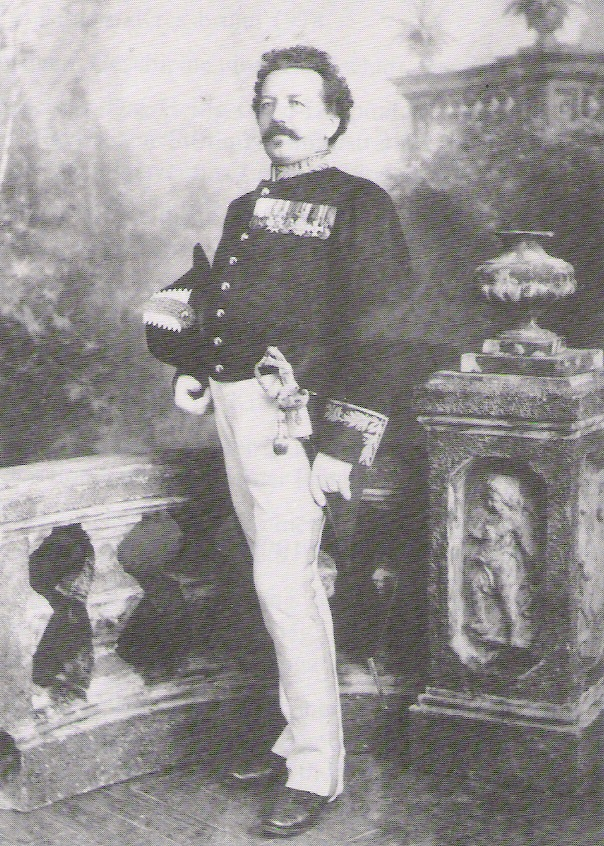
Franz Innozenz Nachbaur
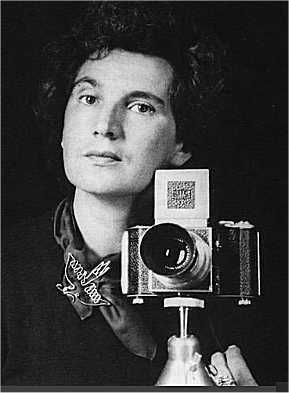
Marta Hoepffner
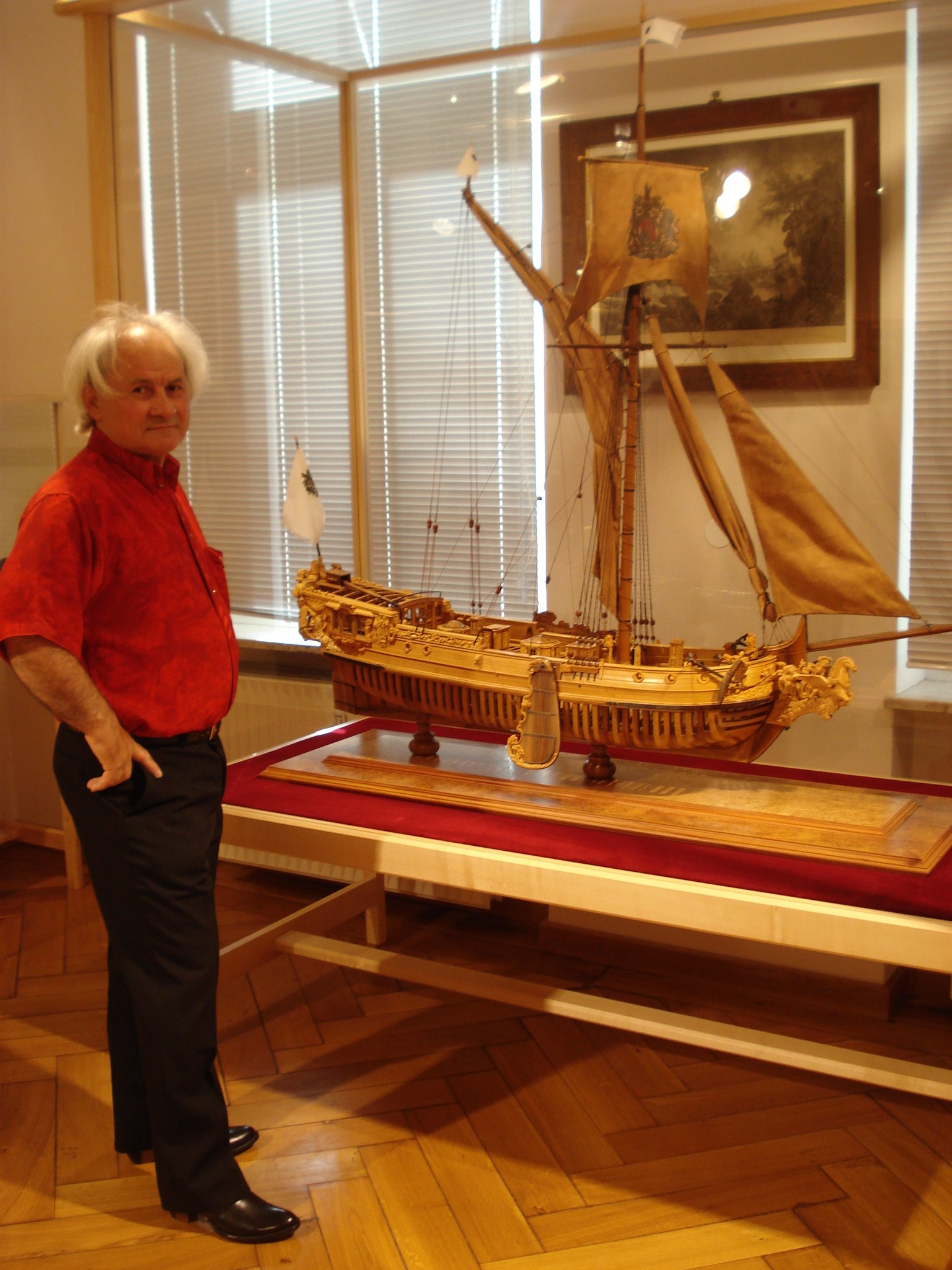
Ivan Trtanj
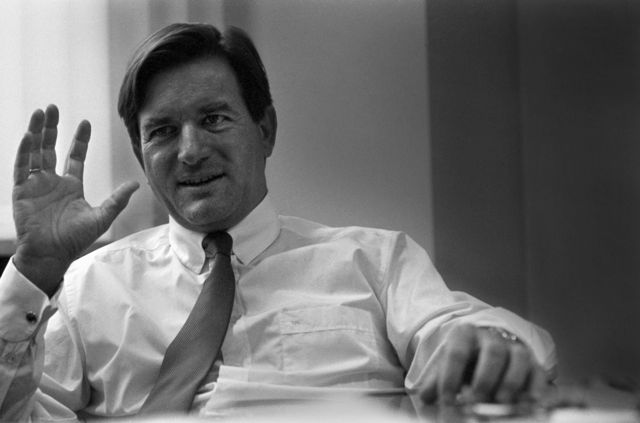
Thomas Haffa

### Ehrenbürger
- Emily Müller-Oerlinghausen (1901–1992); ausgezeichnet für ihre Verdienste um die Kressbronner Kulturarbeit
- Otto Kempf (1907–1973)
- Franz Frick (1910–2012);[29] ehemaliger Bürgermeister
- Egon Grall (1880–1957); ehemaliger Bürgermeister
- Gerhard Schaugg (1936–2021); ausgezeichnet am 23. Oktober 2009 für seine Verdienste um die Kressbronner Kulturarbeit
- Peter Keller (* 1941); ausgezeichnet am 23. Oktober 2009 für seine Verdienste um die Kressbronner Kulturarbeit
- Edwin Weiß (* 1949), ehemaliger Bürgermeister; ausgezeichnet am 16. Januar 2020

### Träger des Bundesverdienstkreuzes am Bande
- Arno Baur (1930–2008); ausgezeichnet für 16 Jahre Arbeit in der Polenhilfe (18. Juli 2000)
- Ernst Bernhard (1934–2019);[30] ausgezeichnet für seine Verdienste in der Landwirtschaft (18. Februar 2008)
- Willi Burth (1904–2001); Kinopionier; ausgezeichnet mit dem Oscar (1989), dem Bundesverdienstkreuz am Bande (10. September 1989) und der Goldenen Leinwand (1998) für seine Neuerungen in der Filmvorführtechnik
- Georg Kreisle (1921–1999); ausgezeichnet für seine Verdienste um Volks- und Brauchtum (12. Juni 1986)
- Manfred Kretschmer; ausgezeichnet für seine Forschung im Feld der Psychiatriegeschichte (April 2006)
- Hans Lang (* 1930); ausgezeichnet am 19. November 2004
- Josef Massag (1903–1990); ausgezeichnet für fast 70-jährigen „Einsatz zum Schutze des Lebens und der Umwelt“ (26. September 1989)
- Friedrich Pohl (1916–2003); ausgezeichnet am 23. November 1983
- Bernhard Schmidt (1933–1996); ausgezeichnet am 23. Mai 1989